# Stadhuis van Maastricht
Het Stadhuis van Maastricht is het historische raadhuis van de Nederlandse gemeente Maastricht. Het stadhuis staat midden op de Markt in het centrum van Maastricht en heeft een rijke, grotendeels achttiende-eeuwse inrichting. Het geheel met natuursteen beklede, vrijstaande gebouw is een ontwerp van Pieter Post en geldt als een belangrijk voorbeeld van het Hollands classicisme.

## Geschiedenis

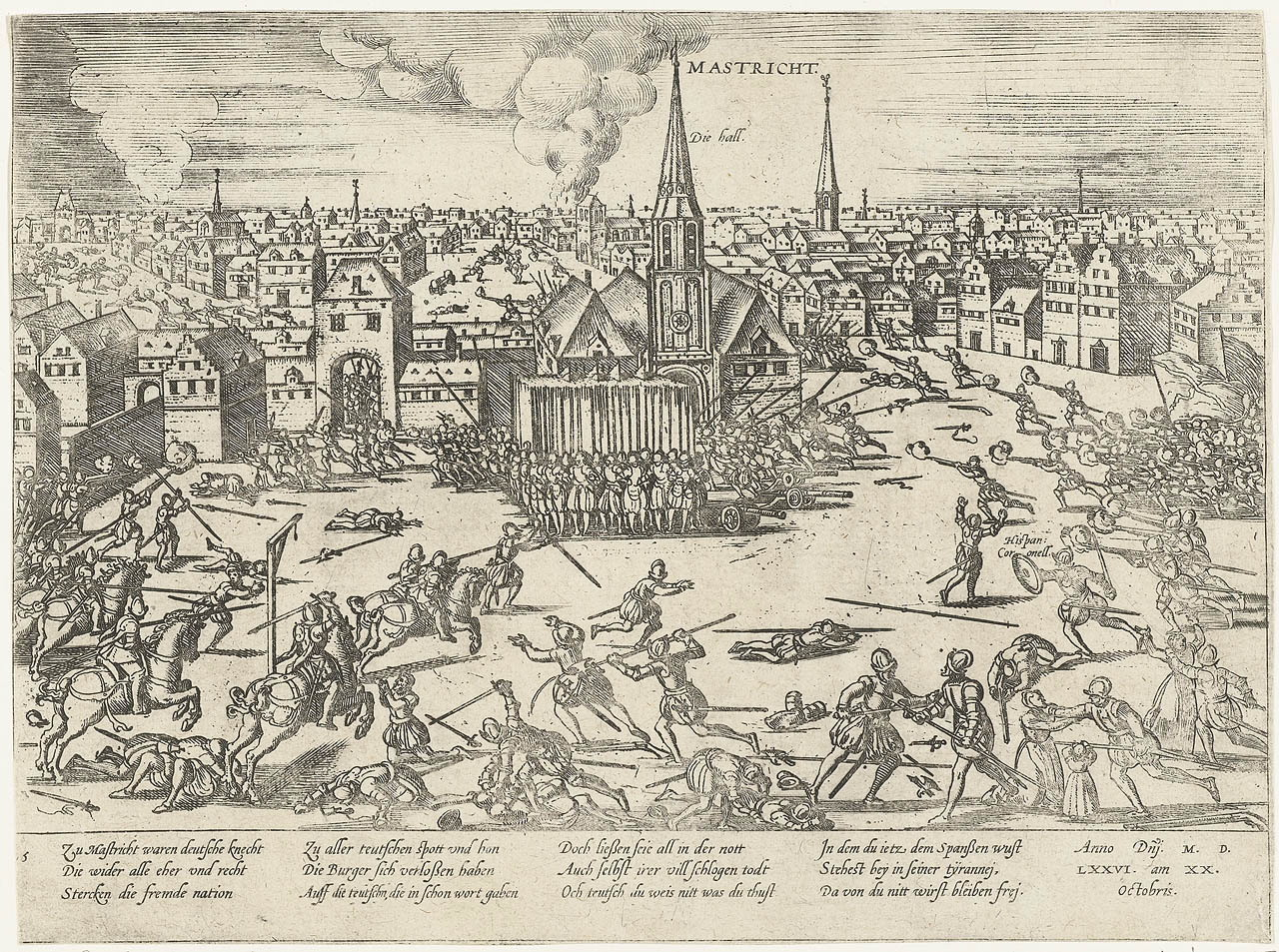
Spaanse Furie (1576) op de Markt met Gevangenpoort en lakenhal

### Voorgeschiedenis
Vóór de bouw van het stadhuis op de Markt, vergaderde de raad van Maastricht in een tweetal panden aan de toenmalige Sint-Jorisstraat (tegenwoordig Grote Staat), genaamd De Lanscroon en De Liebaerd. De stedelijke (hoge) rechtspraak vond plaats in het nabijgelegen Dinghuis aan de Kleine Staat. Ook werd incidenteel de op de Markt gelegen lakenhal door het stadbestuur gebruikt.
Vanwege de tweeherigheid van Maastricht was het bestuur en de rechtspraak van de stad al zeker vanaf de dertiende eeuw een aangelegenheid van zowel Brabantse als Luikse raadsleden, burgemeesters, schouten en schepenen. Vanaf de Verovering van Maastricht door Frederik Hendrik in 1632 traden de Staten-Generaal van de Nederlanden in de rechten van Brabant.

### Bouw stadhuis
De eerste plannen voor een nieuw stadhuis op de Markt dateerden al uit de late zestiende eeuw, maar konden vanwege de oorlogssituatie niet worden gerealiseerd. In 1655 gaf de raad van Maastricht de opdracht tot de bouw van een nieuw stadhuis aan Pieter Post, leerling van Jacob van Campen, een architect die toen al grote bekendheid genoot als ontwerper van paleizen voor de Oranje-Nassaus. De keuze voor de Hollandse bouwmeester Post kan gezien worden als een teken van de toenemende invloed van de Staten-Generaal in Maastricht. In 1659 kwam Post naar Maastricht om de beste plaats voor het nieuwe stadhuis te bepalen. Hij koos voor het midden van de Markt, tegen de wens van de Luikse bestuurders, die een plaatsing in een marktwand prefereerden. Voor het plan van Post moesten enkele huizen op de Markt, alsmede de Lakenhal, het Belfort en een gedeelte van de eerste stadsmuur, met de Leugenpoort en de Gevangenpoort, wijken. Door de sloop ontstond een min of meer vierkant marktplein, waarop centraal het nieuwe raadhuis gebouwd kon worden. Doordat de Luikse prins-bisschop weigerde mee te werken aan de onteigening van twee huizen, verschoof het stadhuis iets naar de zuidoosthoek, waardoor de ideale verhoudingen die Post nastreefde, niet geheel gerealiseerd konden worden.
De eerste steen werd gelegd in 1659 door de hoogschouten Groulart en De La Montaigne. Zij begroeven bij die gelegenheid een loden bus met munten en een koperen gedenkplaat in de zuidwestelijke hoek van het bouwwerk. Een deel van de stenen voor de fundamenten van het stadhuis waren afkomstig van de afgebroken Gevangenpoort. De uitvoering van de bouw was in handen van de assistent van Pieter Post, de Maastrichtse bouwmeester Cornelis Pesser. Hij wijzigde de gevelopbouw door onder andere de bel-etage met tientallen centimeters in te korten en de bovenliggende etages met ruim een meter te verhogen. Ook wijzigde hij de breedte van de pilasters en wisselde de klassieke bouworden van de twee hoofdverdiepingen om.
Na enige vertraging kon de gemeenteraad in 1664 haar intrek nemen in het nieuwe stadhuis.

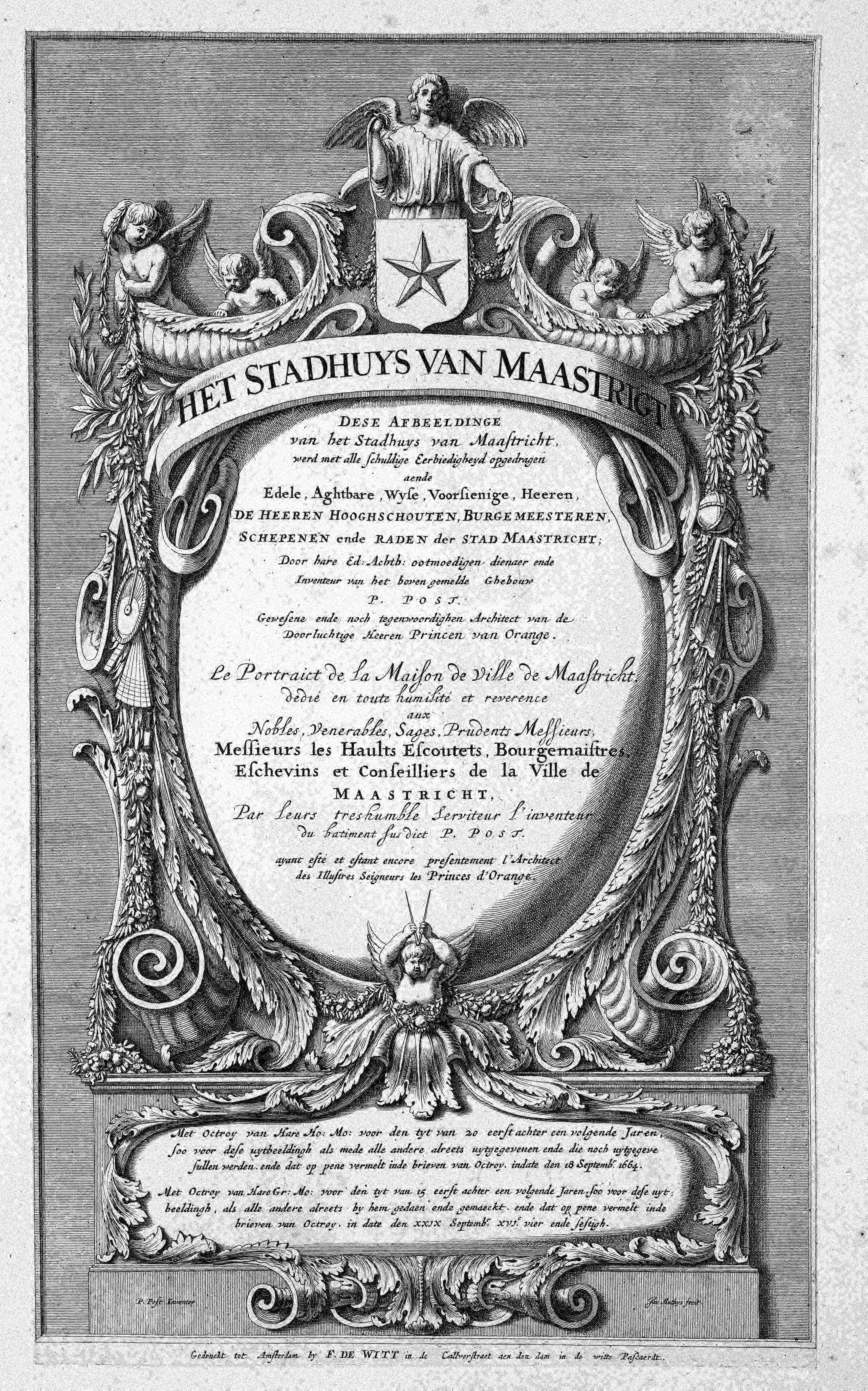
Atlas Beudeker (1664): voorprent stadhuis Maastricht
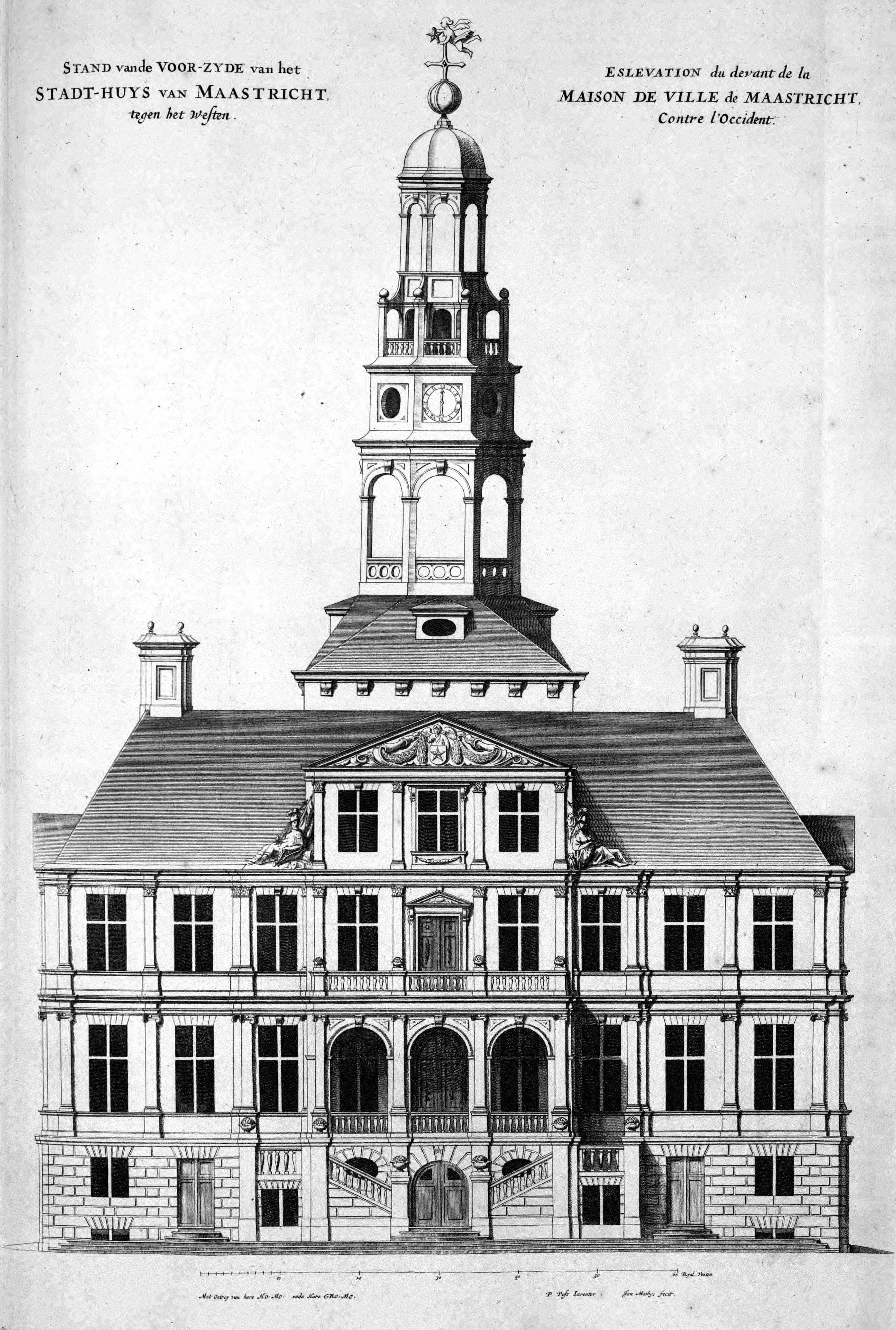
Idem: vooraanzicht naar tekening van Pieter Post
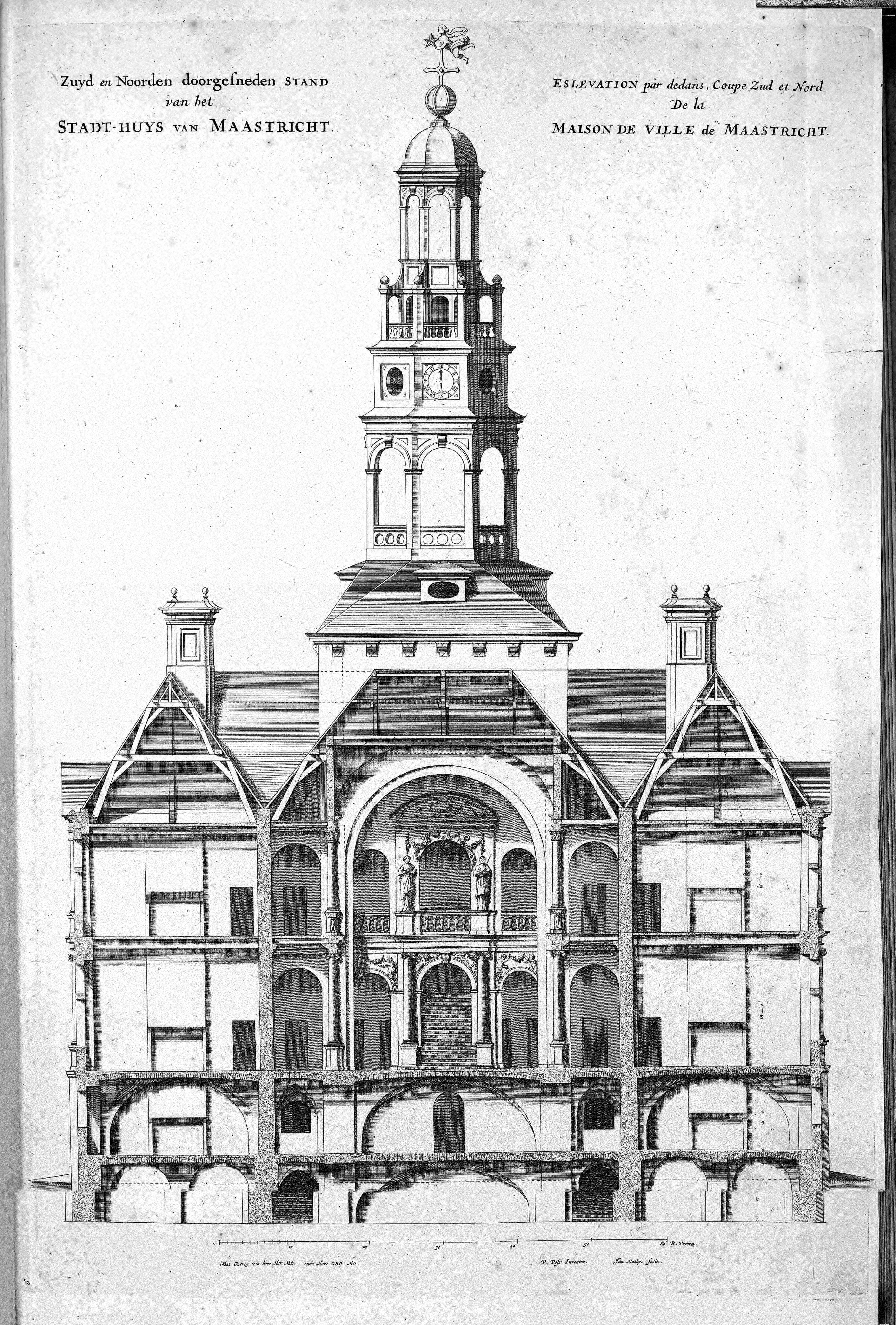
Idem: noord-zuid doorsnede
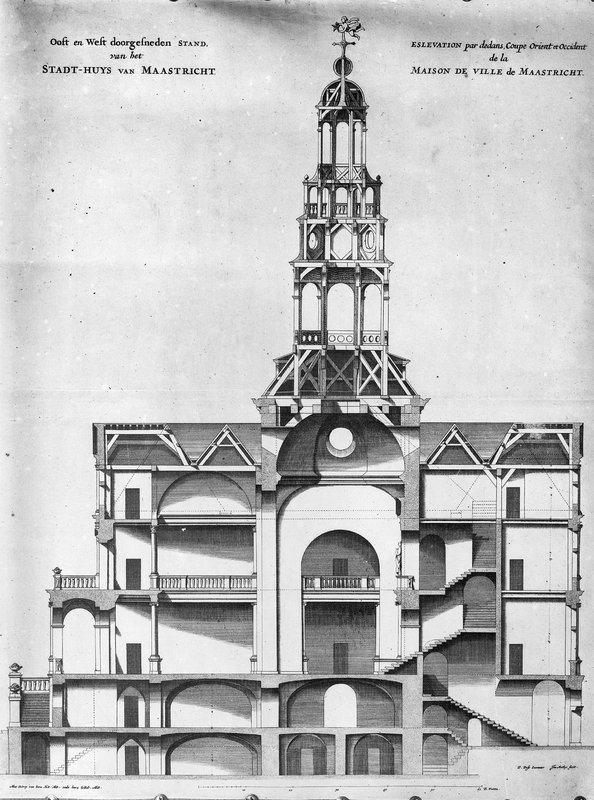
Idem: oost-west doorsnede

### Torenbouw, inrichting en gebruik
Het gebouw was bij de ingebruikneming nog niet helemaal af, want voor de toren was geen geld meer. Pas in 1684 kon de Akense bouwmeester Adam Wynandts de stadhuistoren volgens het ontwerp van Post voltooien.
De inrichting was aanvankelijk uiterst sober, maar vanaf 1700 werd er geld vrijgemaakt voor sierstucwerk, wandbekleding en meubilering. Met name de Brabantse burgemeesters Godert van Slijpe en Henrick Pesters zetten zich tussen 1830 en 1850 in voor de verfraaiing van het stadhuisinterieur. In deze periode werd onder andere de sierstucwerker Tomaso Vasalli ingehuurd en werden het goudleerbehang voor de burgemeesterskamer, de verduretapijten voor de raadskamer (tegenwoordig collegekamer) en de Mozestapijten voor de prinsenkamer verworven.
Het stadhuis was vanaf 1664 het centrum van bestuur en rechtspraak in Maastricht. Daarnaast huisvestte het gebouw tot ver in de negentiende eeuw het complete ambtenarenapparaat van de gemeente, de stadsbibliotheek, het stadsarchief, de gevangenis, de waag en de stadstimmerwerf. Op de begane grond en in de kelders van het stadhuis bevonden zich verhoorkamers, gevangeniscellen en cipiersverblijven. Executies vonden plaats op een schavot vóór het stadhuis. Voor minder zware vergrijpen stond links vóór het stadhuis een schandpaal opgesteld (voor mannen) en een draeyhuysken (voor vrouwen).

### Aanpassingen, restauraties en bouw stadskantoor
Een deel van het interieur werd tijdens het Beleg van Maastricht (1793) zwaar beschadigd als gevolg van Franse bombardementen. In 1839 werden de originele ramen met hardstenen kruiskozijnen uitgebroken en vervangen door Franse ramen. In 1861 werd het dak vernieuwd om een betere afwatering te verkrijgen, waarbij de opvallende schoorstenen op de hoeken werden afgebroken. Ook werd de zinken dakbedekking van de toren vervangen door lood, waarbij acht zinken satyrmasker werden verwijderd. In 1884 werd de bibliotheek in het stadhuis verbouwd tot raadszaal.
In de loop der jaren kregen vrijwel alle ruimtes een nieuwe functie. De belangrijkste verandering was de opheffing van de tweeherigheid in 1794 (zie Beleg van Maastricht, 1794), waardoor de zo kenmerkende indeling in een Luikse en Brabantse zijde overbodig werd. De kamers aan de Luikse zijde waren in de 19e eeuw in gebruik door de gemeentesecretarissen, de kamers van de commissarissen-deciseurs en de raadkamer werden wethouderskamers en trouw- en vergaderzalen, de Brabantse schepenkamers en audiëntiekamer werden eveneens wethouderskamers en secretariaat. De enige kamer die altijd dezelfde functie heeft behouden is de burgemeesterskamer. De inrichting van de raadzaal weerspiegelt de veranderingen in het openbare bestuur. Waar de raadsleden in 1851 - toen de gemeenteraadsvergaderingen openbaar werden - nog met hun rug naar het publiek zaten, werd dit later omgedraaid.
In de jaren 1945-1961 werden de achttiende-eeuwse wandtapijten van het stadhuis onder leiding van mej. dr. G.T. van Ysselsteyn gerestaureerd en schoongemaakt in de Werkplaats tot Herstel van Antieke Textiel in Haarlem. De twee series verduretapijten en de Mozestapijten werden daarna vrij hangend opgehangen, dus niet meer ingelijst zoals daarvoor.

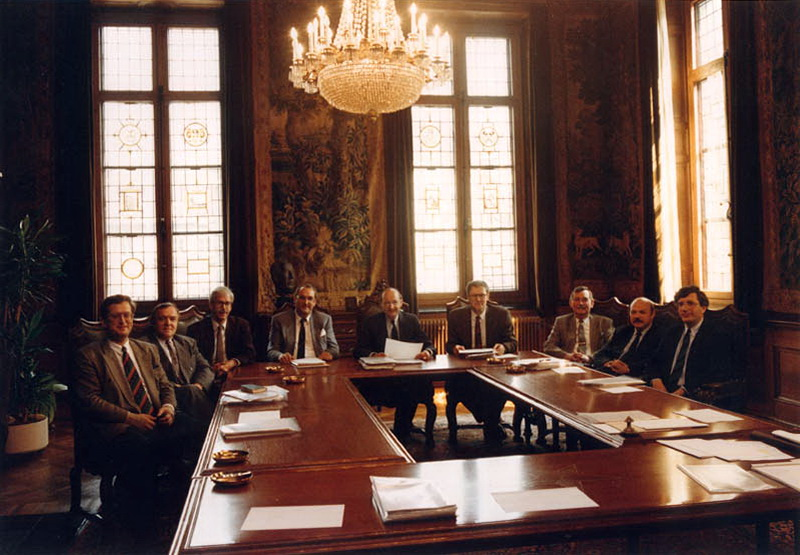
B&W in de Collegekamer (1990)

In 1961 werd een modern stadskantoor naast de oprit van de Wilhelminabrug gebouwd om de druk op het monumentale stadhuis te verlichten. In 2000 werd dit gebouw alweer gesloopt en begon de bouw van een ambitieus nieuw bestuurscentrum annex winkelcentrum tussen Markt en Maas. In 2007 kwam de nieuwe raadzaal in het complex Mosae Forum gereed en sedertdien vergadert de Maastrichtse gemeenteraad aldaar. Ook de meeste baliefuncties bevinden zich thans in de nieuwbouw, die met een ondergrondse gang verbonden is met het oude stadhuis. Het college van burgemeester en wethouders zetelt nog altijd in het historische stadhuis, waar ook de meeste officiële ontvangsten plaatsvinden.
In 2014 werd berekend dat de renovatie van het oude stadhuis, inclusief het kunsthistorisch zeer waardevolle interieur, rond de 20 miljoen euro zou gaan kosten. Vanwege de hoge kosten besloot de gemeente de restauratie over een aantal jaren uit te smeren. Vanaf 2014 namen B&W tijdelijk hun intrek in een pand aan de Batterijstraat. In het stadhuis werden onder andere op diverse locaties vochtproblemen aangepakt, werden constructiebalken die door houtworm waren aangetast vervangen en werd de complete bekabeling vervangen. Het gebouw kreeg dubbele beglazing (deels uv-werend, vanwege de kwetsbare kunstwerken) en werd aangesloten op de restwarmtecentrale van papierfabrikant SAPPI. Ook kwam er een broodnodig luchtbehandelingssysteem om de werkomstandigheden te verbeteren, waarbij het van belang was dat het historische stucwerk, het goudleerbehang en de schilderstukken niet werden aangetast. Die laatste, alsmede de gewelfschilderingen in de hal, werden gerestaureerd door de Stichting Restauratie Atelier Limburg. In mei 2017 was de restauratie afgerond en werd het stadhuis opnieuw in gebruik genomen.

## Beschrijving exterieur
Het stadhuis van Maastricht is gebouwd op een vierkant grondplan van 100 x 100 Rijnlandse voet (31,4 x 31,4 meter), met een hoogte van 75 voet (tot daknok) of 150 voet (tot torenhelm).

### Toren
Het vijf verdiepingen tellende stadhuis (inclusief kelder- en kapverdieping) is gedekt met een schuin oplopend leiendak, waarboven een bijna 25 meter hoge toren rijst. De onderbouw van de toren is vierkant en van baksteen en gaat daarna over in een achtkantige klokkentoren met een open lantaarn en een koepel. De achtkantige klokkentoren bestaat uit vier, naar boven toe steeds slanker wordende etages: de eerste heeft acht boogramen; de tweede etage heeft vier wijzerplaten met in de tussenliggende gevelvlakken cirkelvormige lichtopeningen; de derde verdieping heeft een balustrade met aan elke zijde vier balusters, met daartussen vierkante steunberen; de bovenste etage bestaat uit de lantaarn, waarin een klokkenspel hangt. De lantaarn is gedekt door een in een punt uitlopend koepeldak bekleed met zink, waarop een bol is geplaatst, met daarboven een windvaan.
Een bijna exacte kopie van de toren van het Maastrichtse stadhuis is de bovenbouw van de zogenaamde Eendentoren van het klooster Troitse-Sergieva Lavra, in de buurt van Moskou.

### Carillon
In 1668 kocht de raad bij de Amsterdamse klokkengieters Pieter en François Hemony een carillon, dat kort daarvoor in opdracht van de stad Hulst gegoten was. Aan de liturgische opschriften op de klokken is nog steeds te zien dat ze oorspronkelijk voor gebruik in een kerktoren zijn gegoten. Aangezien de definitieve stadhuistoren pas in 1684 gereed kwam, werd het carillon met 28 klokken opgehangen in een houten noodtoren. In 1672 werd Jaspar Gallet tot de eerste stadsbeiaardier benoemd. In 1962 werd het klokkenspel gerestaureerd door de firma Eijsbouts, waarbij het vroeg-20e-eeuwse pianoklavier werd vervangen door een authentiek stokkenklavier. In het oorspronkelijke plan zouden 11 VandenGheyn klokken uit het afgebrande Servaascarillon in het stadhuiscarillon worden ingepast, maar dit is nimmer gebeurd: de VandenGheyn klokken zijn uiteindelijk verkocht aan de stad Schoonhoven. Eijsbouts goot voor het Maastrichtse carillon 26 nieuwe klokken. Het stadhuiscarillon bestaat sinds 1997 uit 49 klokken:
- 17 van Hemony
- 26 klokken uit 1962 van Eijsbouts
- 6 klokken uit 1997 van Petit en Fritsen, waaronder de basklok.

Het carillon is elk half uur automatisch te horen. Op zaterdagmiddag wordt het bespeeld door de 13e stadsbeiaardier van Maastricht, Frank Steijns.

### Gevels
De gevels zijn bekleed met Naamse steen (uit de groeve van Seilles) en hebben een classicistische gevelopbouw, waarin ramen en deuren symmetrisch zijn geplaatst. Kroonlijsten en pilasters zorgen voor een horizontale en verticale geleding. De pilasters van de eerste verdieping zijn Dorisch, op de tweede verdieping Ionisch en op de derde Korinthisch. Alle vier gevels hebben een fronton dat met beeldhouwwerk is gevuld. Op het fronton aan de westzijde, de voorgevel, is de stedenmaagd afgebeeld met het wapenschild van de stad Maastricht, geflankeerd door de gebeeldhouwde zittende figuren van Mars (als symbool van weerbaarheid van de vestingstad Maastricht) en Minerva (met het hoofd van Medusa en een uil als symbool van wijsheid). De westgevel, met hoog oprijzend middenrisaliet, wordt tevens gedomineerd door een dubbele trappartij met vier terrassen en een overdekt portiek. De indeling van de oostgevel komt overeen met die van de westgevel, met dien verstande, dat de middenpartij hier slechts drie traveeën breed is in plaats van vijf, en dat het beeldhouwwerk van het bekronende fronton minder uitbundig is: twee liggende engelenfiguren en een vruchtenkrans met het jaartal 1662, geflankeerd door voluten met rankenornamenten.

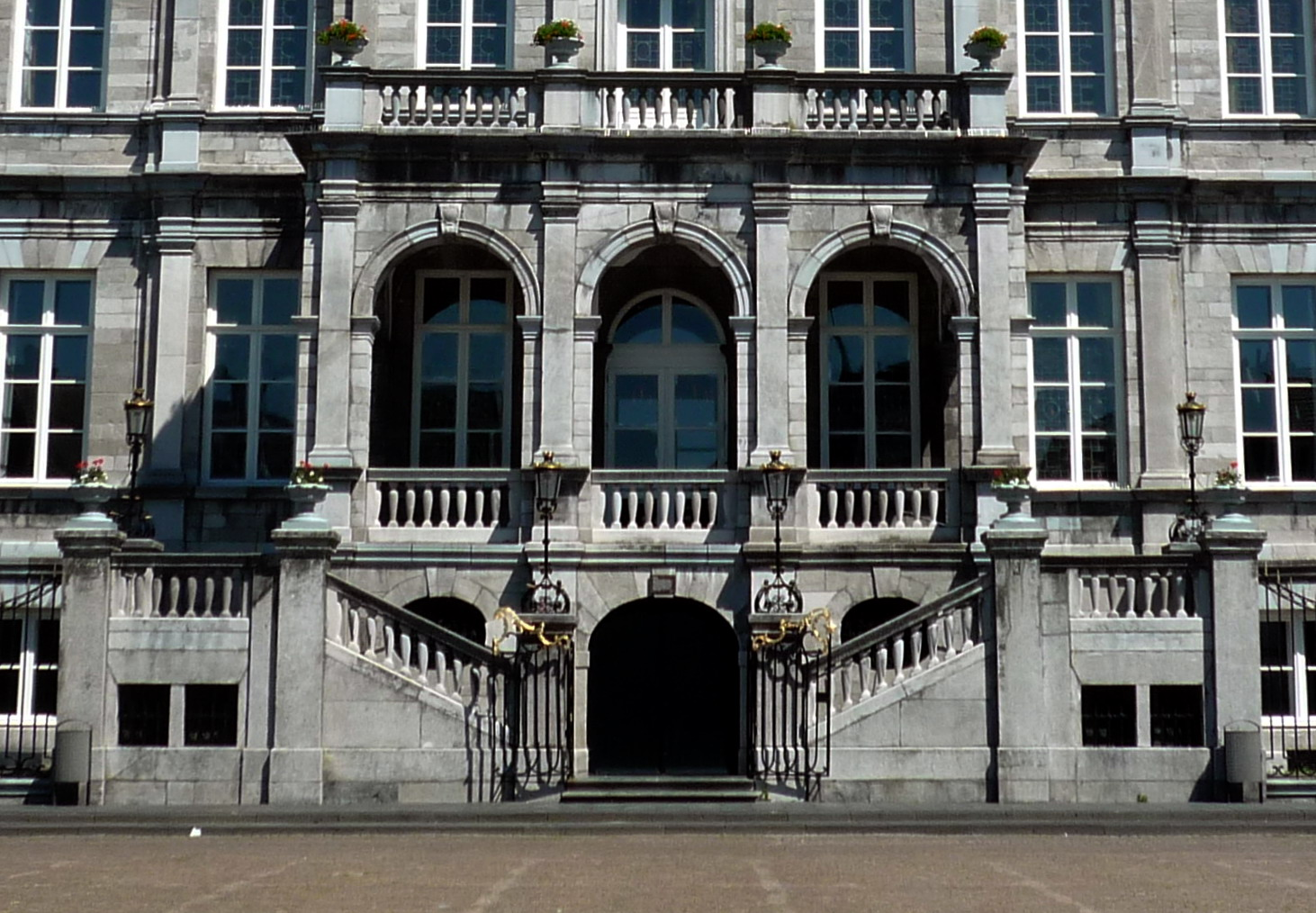
Westgevel met dubbele trap en balkon
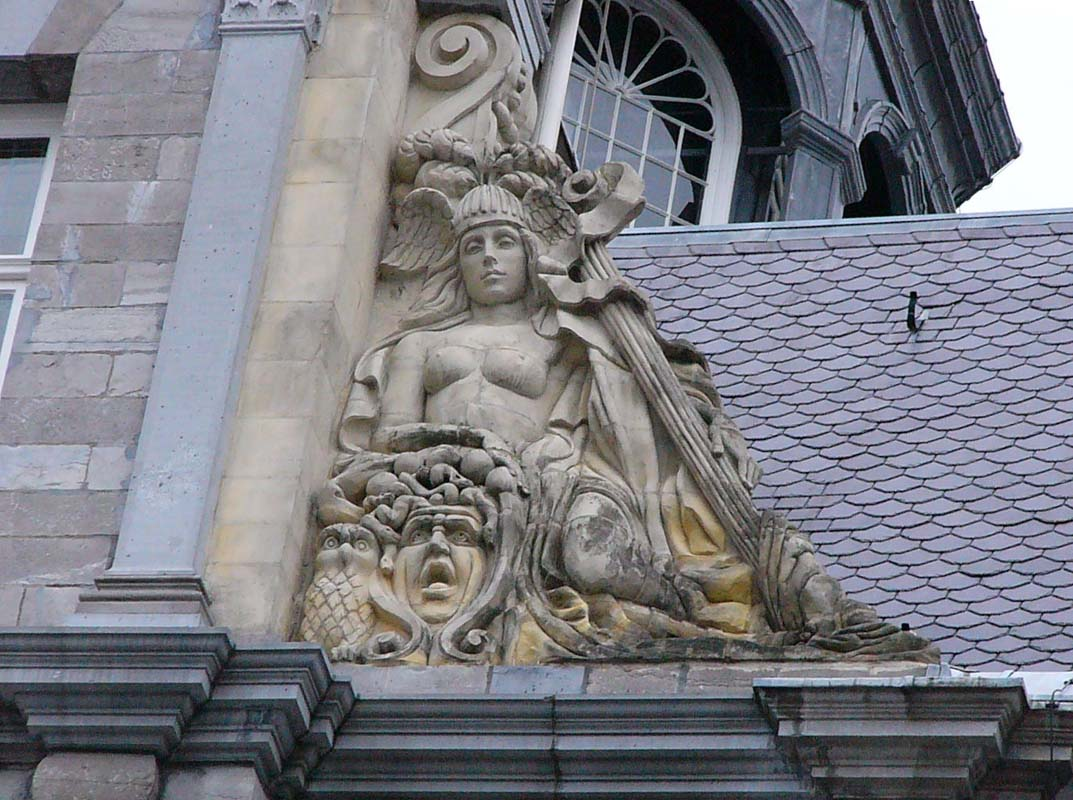
Zijstuk westgevel met Minerva
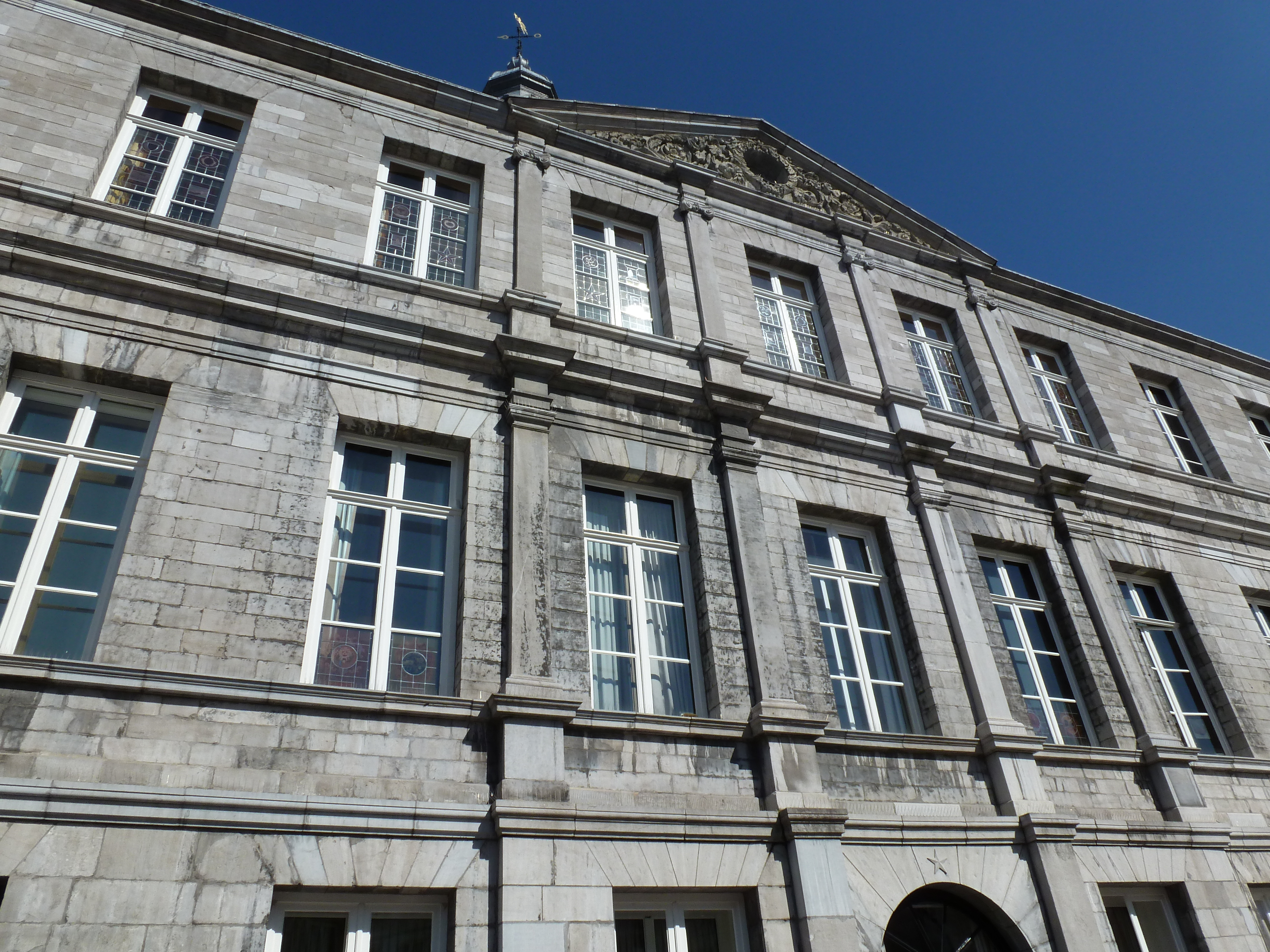
Oostgevel
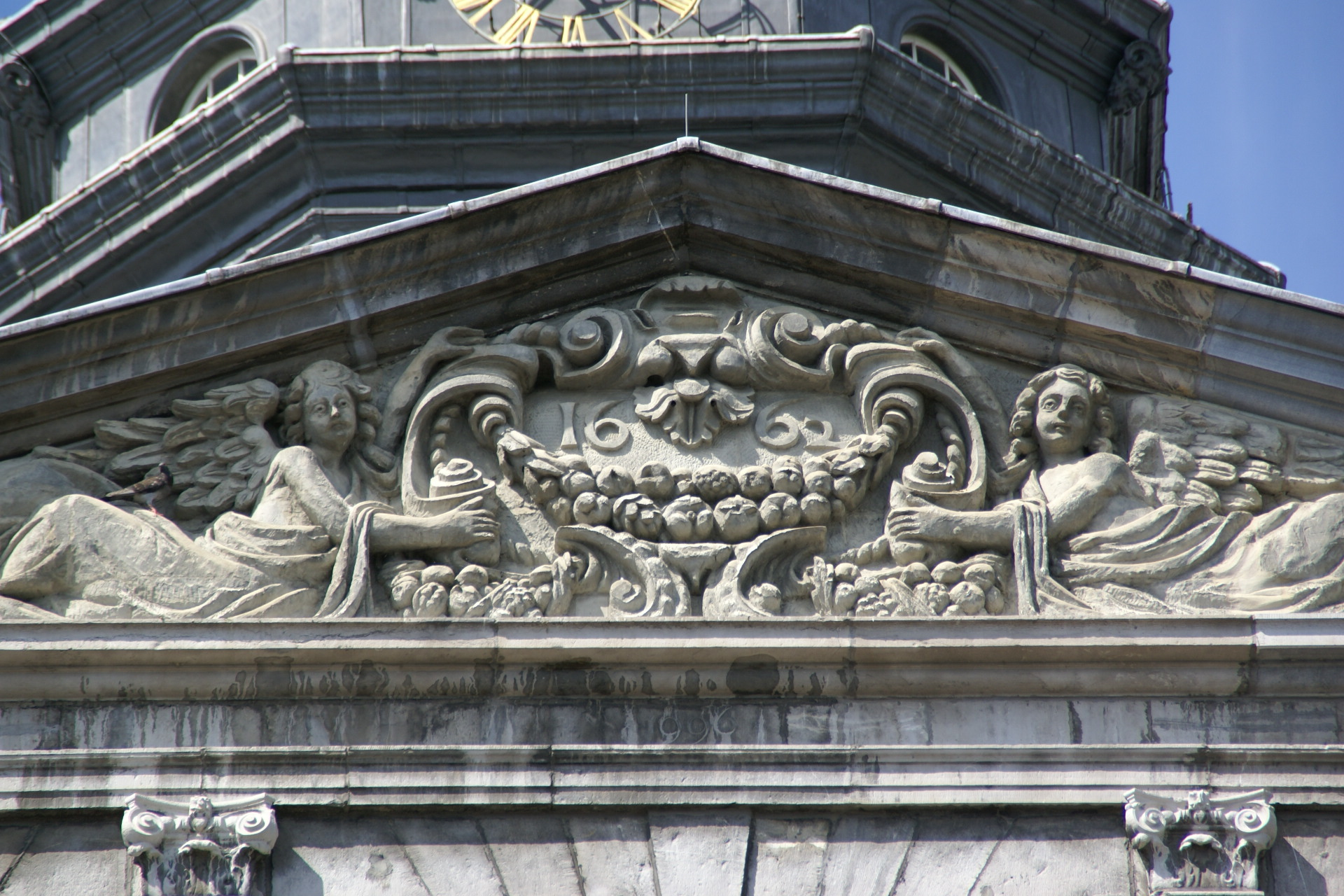
Fronton oostgevel met vruchtenkrans en engelen

## Beschrijving interieur

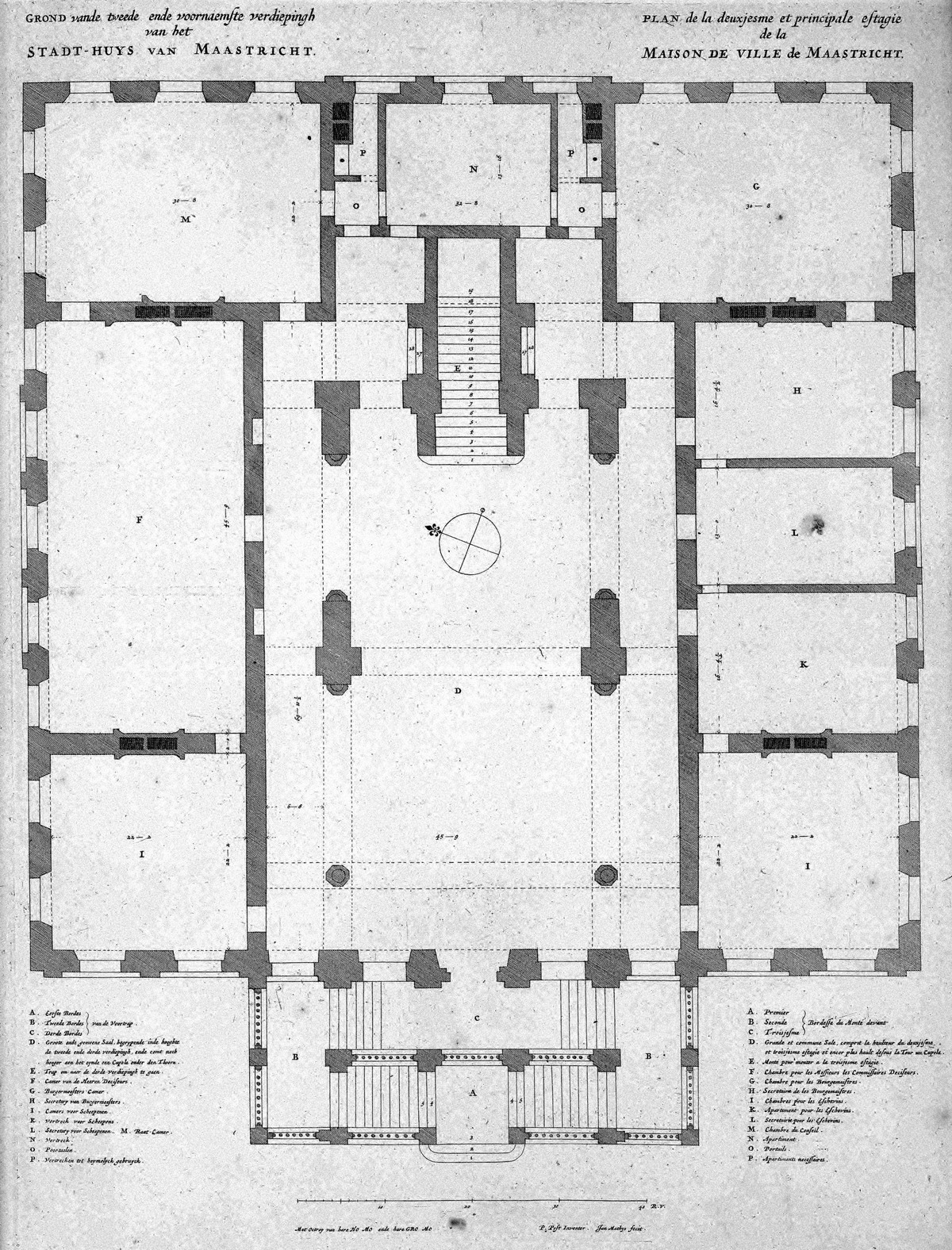
Indeling beletage
(tekening van Pieter Post)

Het interieur van het stadhuis wordt evenals het exterieur bepaald door klassieke proporties, en daarnaast door de functie van het gebouw. Het ontwerp weerspiegelt de tweeherigheid van Maastricht, waardoor het gebouw is verdeeld in een Luikse helft, de noordzijde, en een Brabantse (eigenlijk: Staatse) helft, de zuidzijde. De Luikse kamers liggen aan de voornaamste kant omdat de prins-bisschop, als geestelijke, hoger in rang werd geacht dan de hertog. Van beide helften was het voorste, westelijke deel bestemd voor de rechterlijke macht (schout en schepenen) en het achterste, oostelijke deel voor de bestuurders van de stad (burgemeesters en raadsleden).

### Plein
Centraal in het gebouw ligt de grote hal, vanouds Plein genoemd. Deze bestaat uit een semi-openbare hal op de bel-etage en een galerij op de eerste verdieping.

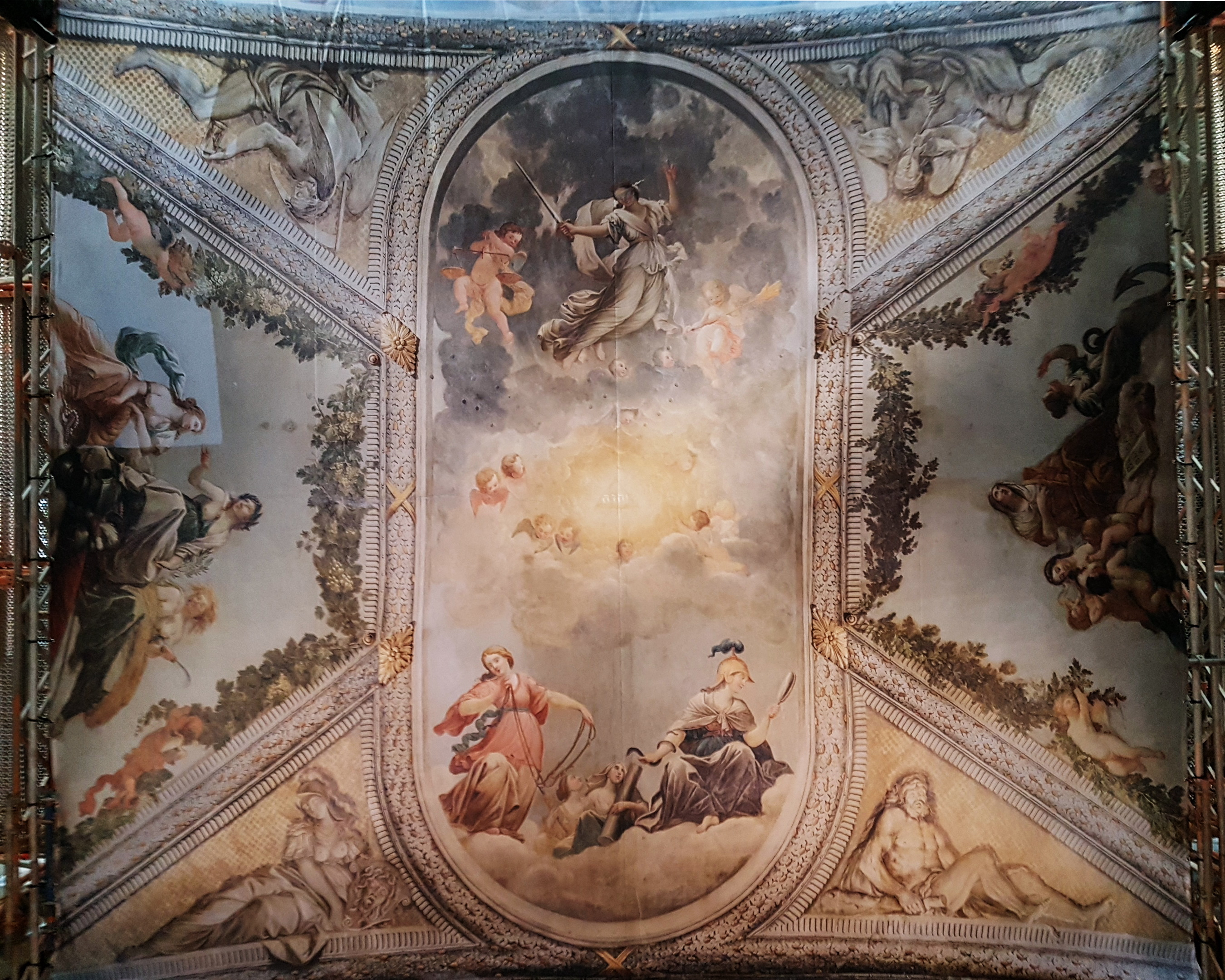
Gewelfschildering door Theodoor van der Schuer

De hal is door een kruisgewelf, een half tongewelf en een koepel gedekt. De koepel rust op vier zware pijlers. Het gewelf is in de jaren 1667 tot 1671 door de Haagse schilder Theodoor van der Schuer beschilderd met allegorische voorstellingen van de gerechtigheid, de vrede en de overwinning van de deugden over de ondeugden. In de koepel bevindt zich een klokje dat geluid werd om aan te kondigen op welk tijdstip burgers, bakkers, molenaars en handelaars hun graan mochten kopen, waarmee getracht werd prijsopdrijving te voorkomen. Hetzelfde klokje kondigde het begin van raadsvergaderingen aan.
De galerij wordt bereikt via een monumentale trap. De bronzen balusters rondom de galerij zijn geschonken door de leden van de raad en zijn voorzien van namen en wapenschilden. De gebrandschilderde ramen tonen historische gebouwen of portretten van beroemde Maastrichtenaren. In de hal staan borstbeelden van beroemde Maastrichtenaren, onder andere van de cellist Joseph Hollman, de Nobelprijswinnaar Peter Debye en twee generaals uit het Koninklijk Nederlandsch-Indisch Leger (de broers François en Hubert de Stuers). Aan de pijlers hangen enkele burgemeesterszwaarden. Naast het trappenhuis hangen twee panelen van de Catalaanse schilder Domingo Valls uit het begin van de 15e eeuw (bruikleen van Museum aan het Vrijthof).
Op de galerijverdieping zijn aan de oostzijde twee blazoenen bevestigd met de vlaggen van de Franse en Belgische steden die in 1944, voorafgaand aan de bevrijding van Maastricht, door de 'Old Hickorydivisie' van het Amerikaanse leger waren bevrijd. Aan de pijlers op deze verdieping hangen portretten van enkele vroegere burgemeesters van Maastricht. Op de galerij stond een kabinetorgel uit 1725, dat in 2014 is overgebracht naar de Onze-Lieve-Vrouwebasiliek.

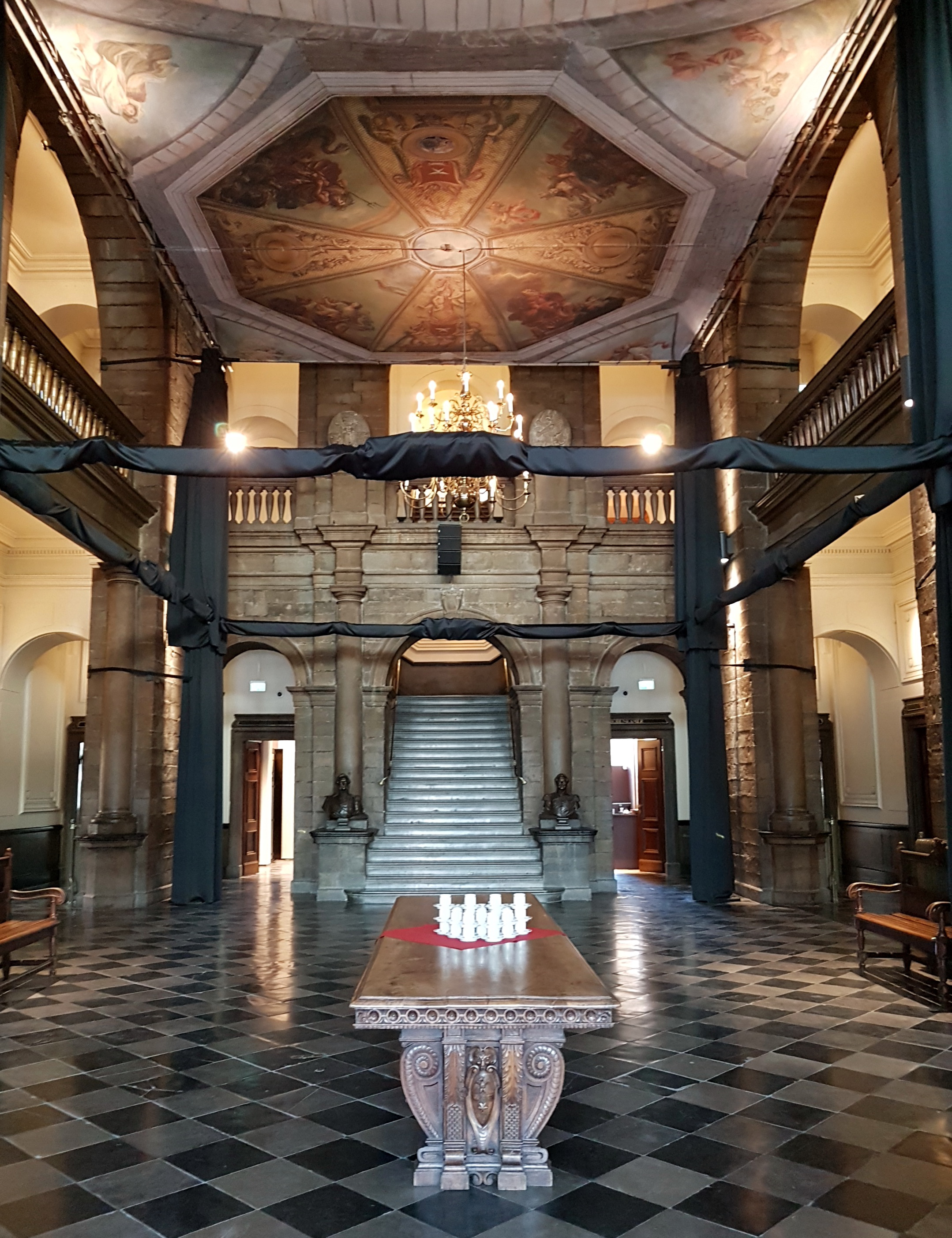
Overzicht Plein met monumentale trap
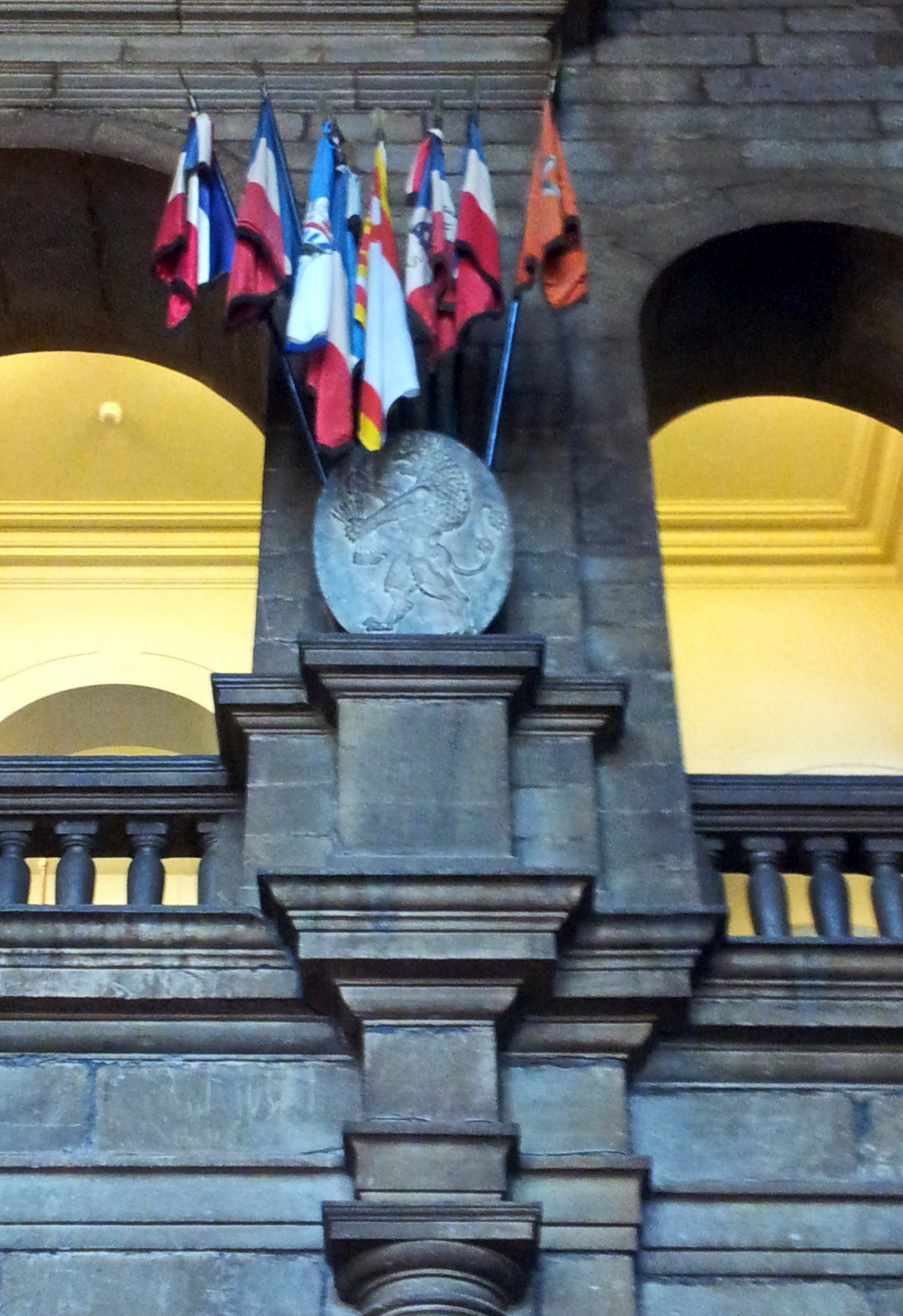
Galerij met bevrijdingsvlaggen uit 1944
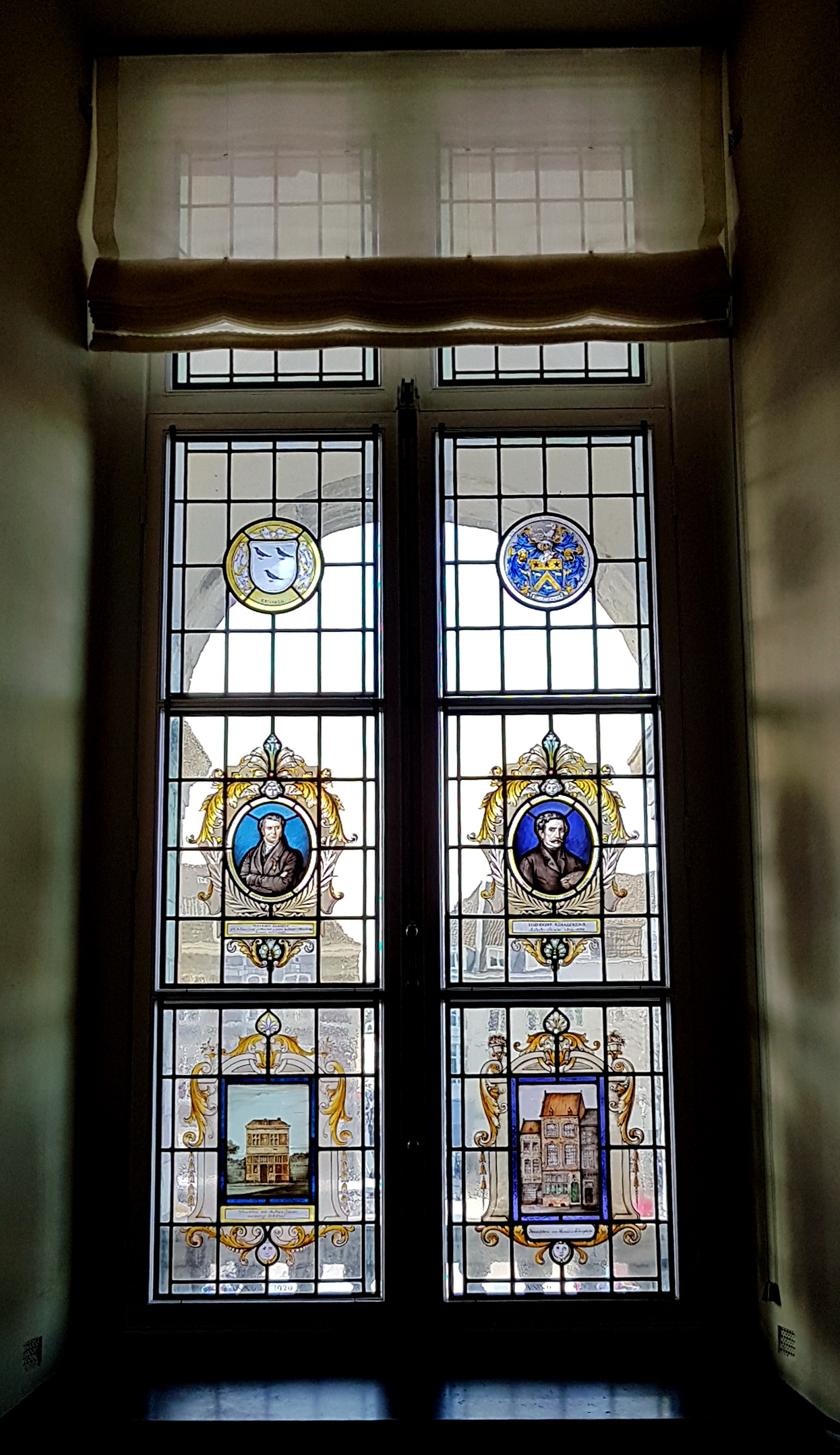
Gebrandschilderd raam met historische onderwerpen
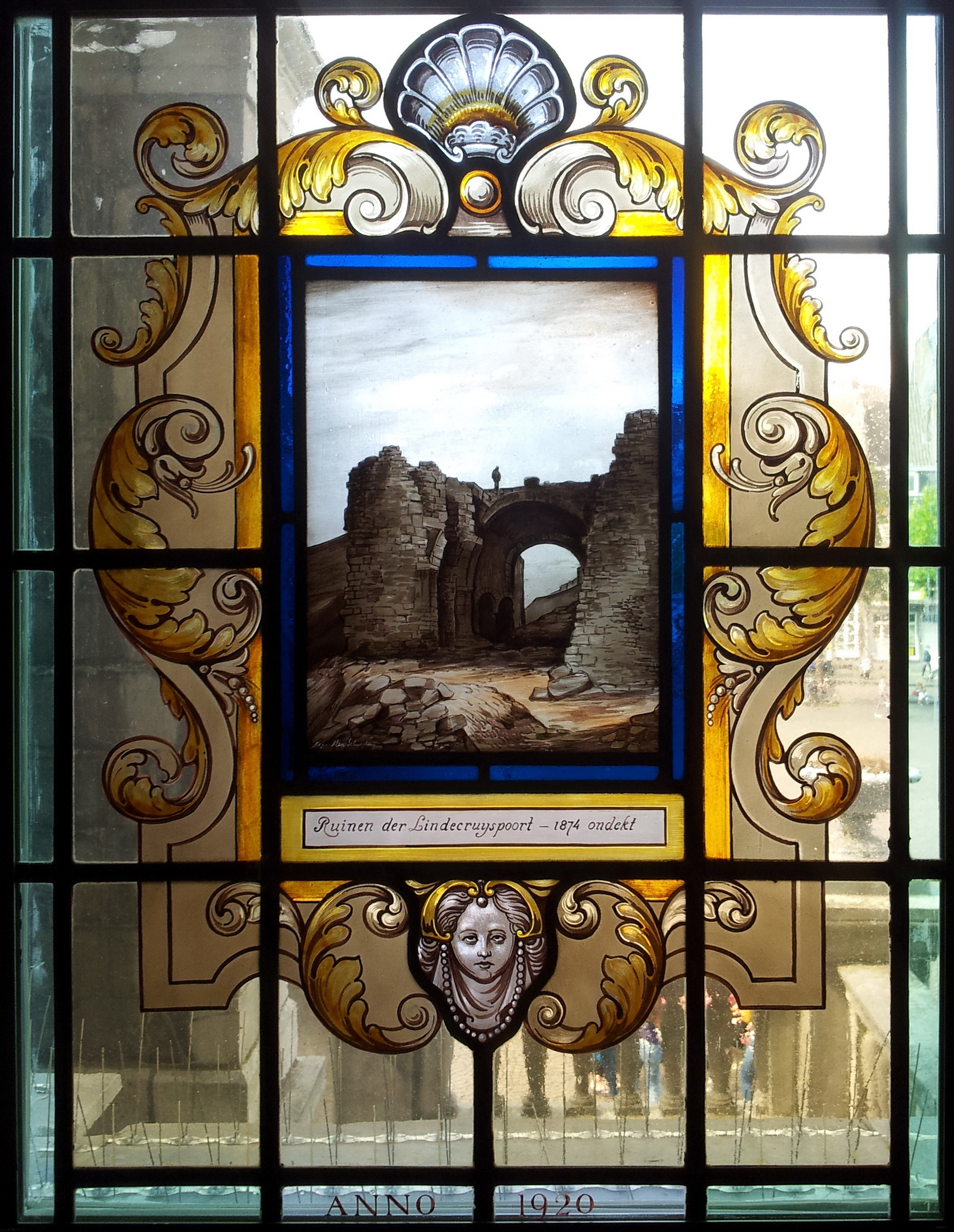
Gebrandschilderd raam met verdwenen Lindenkruispoort

### Raadzaal

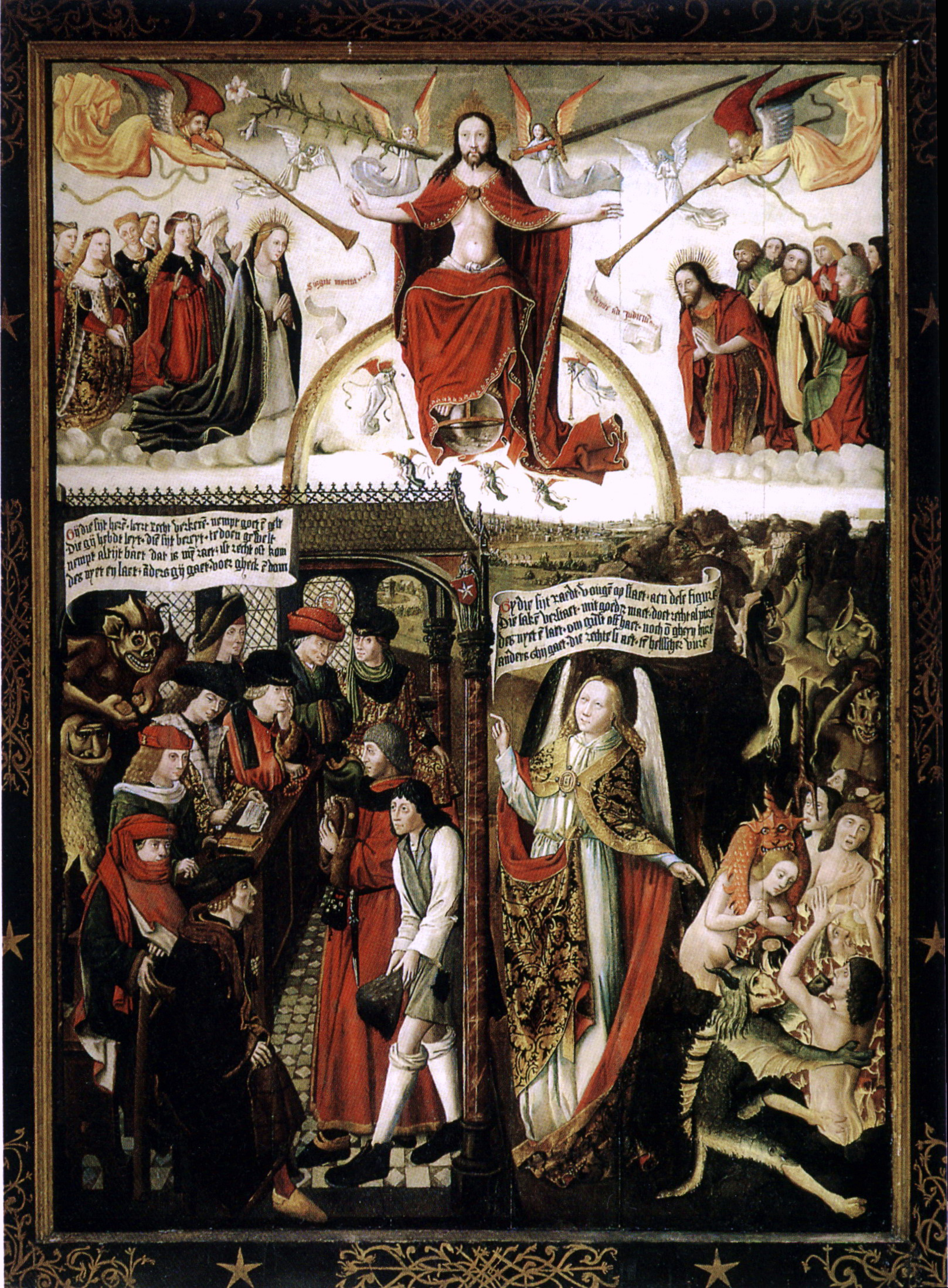
Tweevoudige gerechtigheid (Jan van Brussel, 1477), voorheen in de antichambre van de raadzaal, nu in het Bonnefantenmuseum

Al vanaf de openstelling van het stadhuis was deze zaal in gebruik als bibliotheek. In 1884 werd dit de raadzaal. Sinds 2007 is de ruimte in gebruik als trouw- en vergaderzaal. Tijdens de restauratie van 2014-17 werd de op historische prenten zichtbare scheidingswand van pijlers en bogen opnieuw aangebracht, waarin alle leidingen werden verwerkt. Aan de wanden hangen (kopieën van) portretten van oud-burgemeesters van Maastricht.
In de antichambre van de raadzaal hing tot 2018 een paneel van de Maastrichtse schilder Jan van Brussel uit circa 1475, waarop een typisch middeleeuws gerechtigheidstafereel is te zien. Het paneel hing waarschijnlijk oorspronkelijk in het Dinghuis en verbeeldt onder andere het laatste oordeel. Het onderste gedeelte toont een rechtszitting in een rechtszaal. Waarschuwende teksten herinneren de rechters eraan dat ze hun integriteit moeten bewaren en onpartijdig recht moeten spreken. Op het schilderij is tevens het oudste realistisch geschilderde stadsgezicht van Maastricht te zien. Het paneel hangt sinds 2018 in het Bonnefantenmuseum.

### Burgemeesterskamer

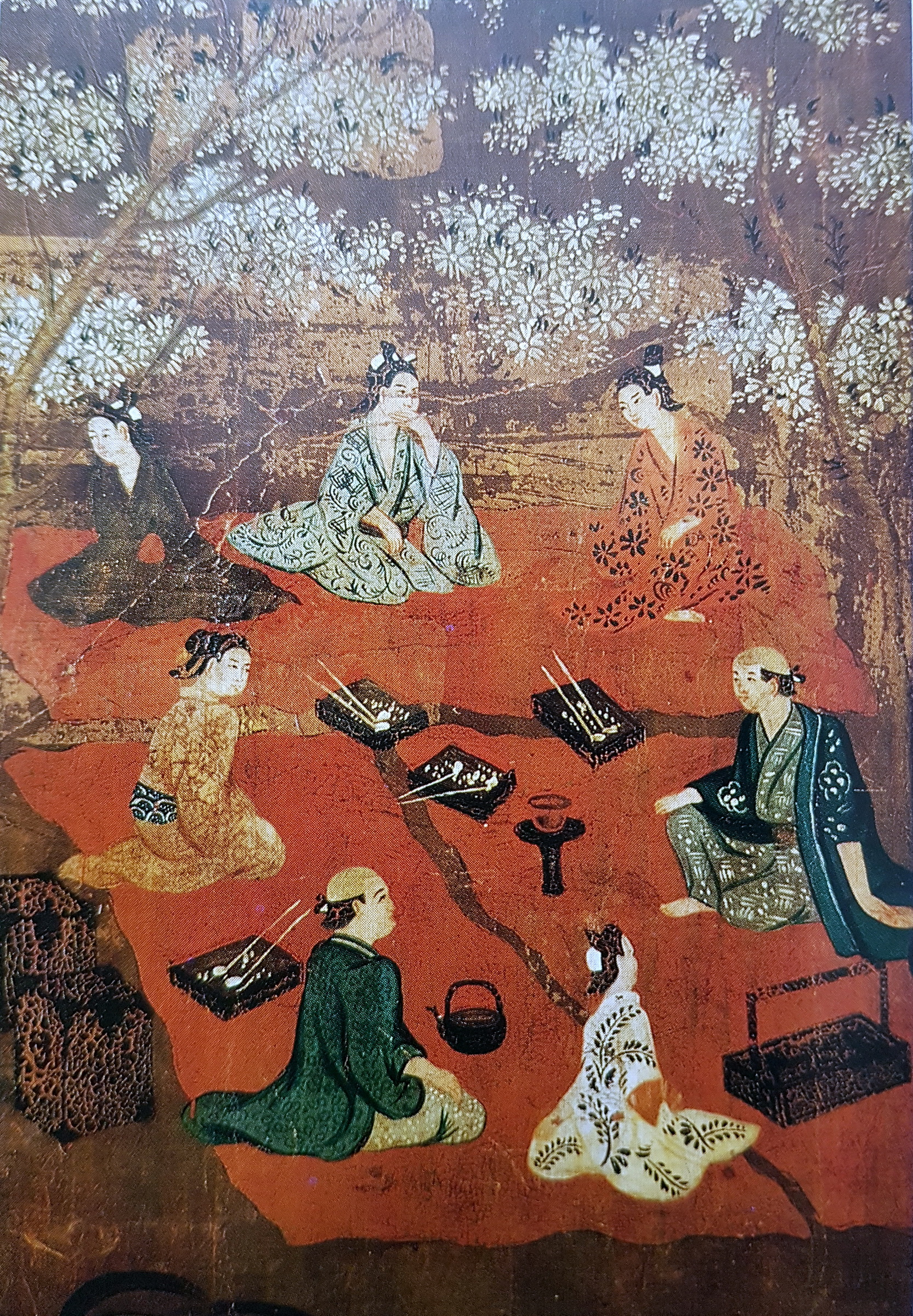
Burgemeesterskamer: detail goudleerbehang met chinoiserieën

De burgemeesterskamer heeft een wandbekleding van goudleerbehang, beschilderd met chinoiserie-voorstellingen. Voor de circa 66 m² goudleer betaalde burgemeester Godert van Slijpe in 1737 een bedrag van 1200 gulden aan de Hollandse handelaar Van Thiel, die het goudleer betrok uit een Londens atelier. De decoraties zijn deels gebaseerd op originele Chinese en Japanse prenten; deels gaat het om fantasievoorstellingen in oriëntaalse stijl, die aan de westerse smaak zijn aangepast. Op de noordelijke wand bevindt zich een tafereel dat gebaseerd is op een originele Japanse prent met een hanami-voorstelling (letterlijk vertaald: 'kersenbloesem kijken'). Niet ver daarvandaan is een fantasievoorstelling te zien, waarvan de compositie is overgenomen van een chinoiserieprent van Pieter Schenk de Jonge met twee Chinezen, een Chinees paviljoen met daarachter een trap over een rotspartij naar een pagode. Op de zuidwand is nog een Oud-Chinese tekst te lezen. Tijdens de renovatie van het stadhuis van 2014-17 werd het goudleerbehang gerestaureerd door Stichting Restauratie Atelier Limburg (SRAL).
Het stucplafond in de burgemeesterskamer is van de hand van de Zwitsers-Italiaanse stucwerker Tomaso Vasalli, die van 1735 tot 1737 aan diverse vertrekken in het Maastrichtse stadhuis werkte. Het stucwerk met versieringen in rocaille kreeg later een veelkleurig beschildering. De marmeren schoorsteen is een ontwerp van Joannes Bossier. Boven de schouw bevindt zich een allegorisch schilderstuk van de Luikse schilder Edmond Plumier met als thema de dubbele jurisdictie (1714). Dit schilderij is, samen met vier andere schoorsteenstukken uit het stadhuis, omstreeks 2015 tevens gerestaureerd door SRAL. Het meubilair is deels in Lodewijk XV-, deels Lodewijk XVI-stijl. Op een van de commodes staat een 15e-eeuwse Rijnlandse Madonna met Kind.

### Luikse en Brabantse schepenkamers
De vroegere Luikse schepenkamer, nu wethouderskamer, werd bij het beleg van 1793 zwaar getroffen door de Franse beschietingen, waardoor het stucwerk van Tomaso Vasalli en een schoorsteenstuk van Edmond Plumier verloren gingen. Van het stucwerk is alleen nog een restant boven de ingangsdeur over, een dessus-de-porte in de vorm van een ovaal medaillon met een engel die het wapen van Luik vasthoudt. Op de lijst rondom het medaillon is aan beide zijden een vogel afgebeeld en een mannenkop met helm en pluim. Het schoorsteenstuk van Plumier is in later jaren vervangen door een allegorisch schilderij van Theodoor van der Schuer dat voorheen in de raadszaal hing.
De Brabantse schepenkamer, tegenwoordig commissiekamer genoemd, bleef in 1793 ongedeerd. Het stucwerkplafond uit 1736 is eveneens van de hand van Tomaso Vasalli en stelt het Salomonsoordeel voor. Rondom de centrale voorstelling zijn vogels, pauwen en papegaaien afgebeeld omgeven door voluten en blad- en bloemmotieven. Op de kooflijst is de vijfpuntige Maastrichtse stadsster afgebeeld, geflankeerd door wapentrofeeën. Het stucreliëf van de supraporte met het wapen van Brabant is eveneens van Vasalli. Het schoorsteenstuk van Edmond Plumier stelt De kuise Susanna voor, en verwijst, net als het Salomonsoordeel, naar de oorspronkelijke functie van het vertrek als rechtszaal. Een van de wanden van de kamer is behangen met een tapijt uit het midden van de 16e eeuw, waarop de ontmoeting van Jakob met de herders van Laban is te zien.

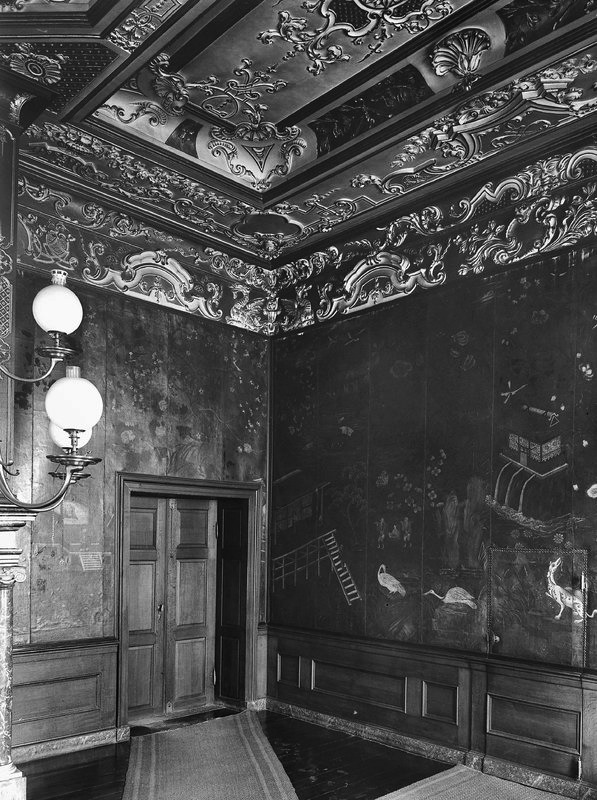
Burgemeesterskamer met goudleerbehang
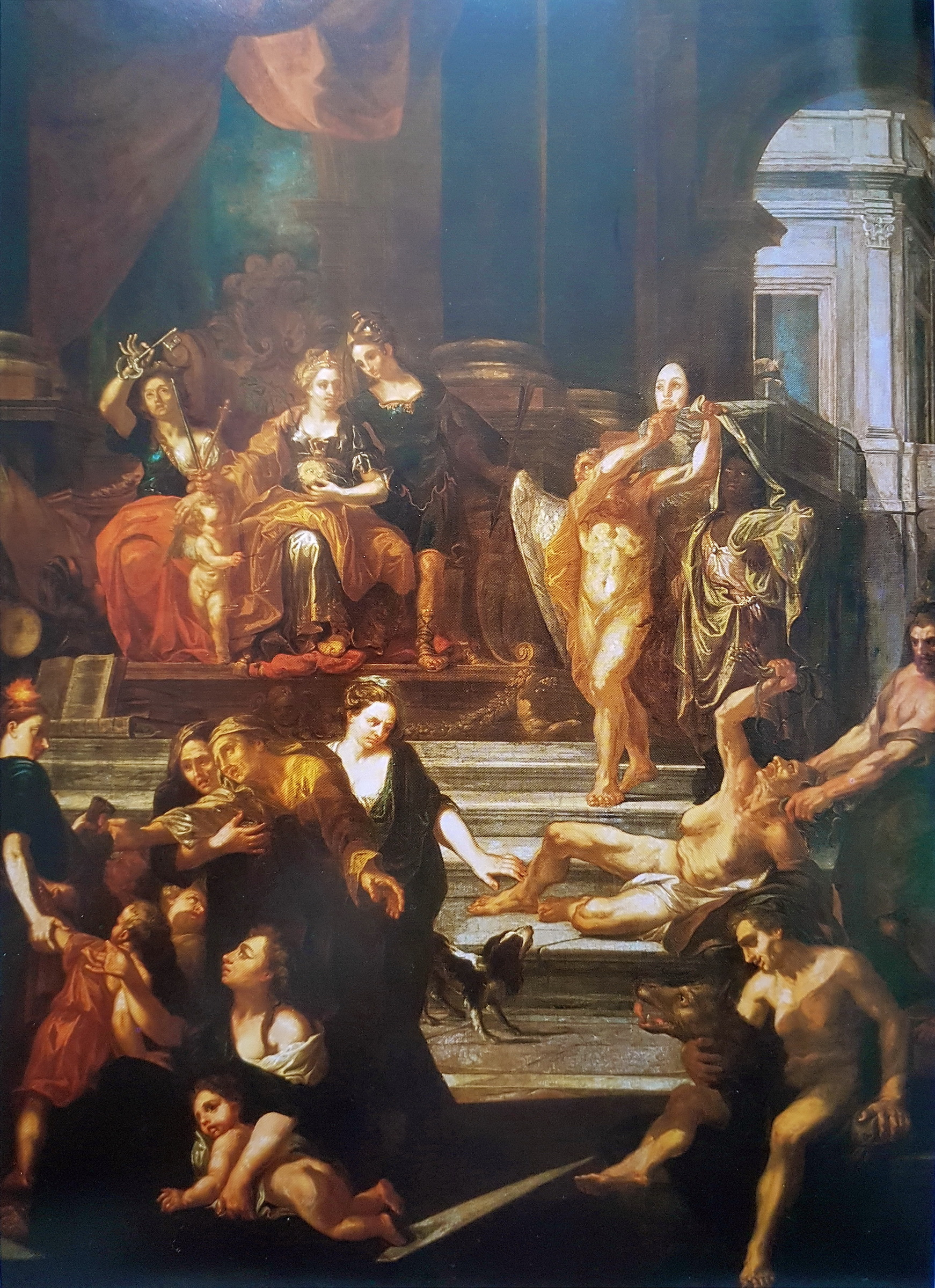
Schoorsteenstuk burgemeesterskamer (1714)
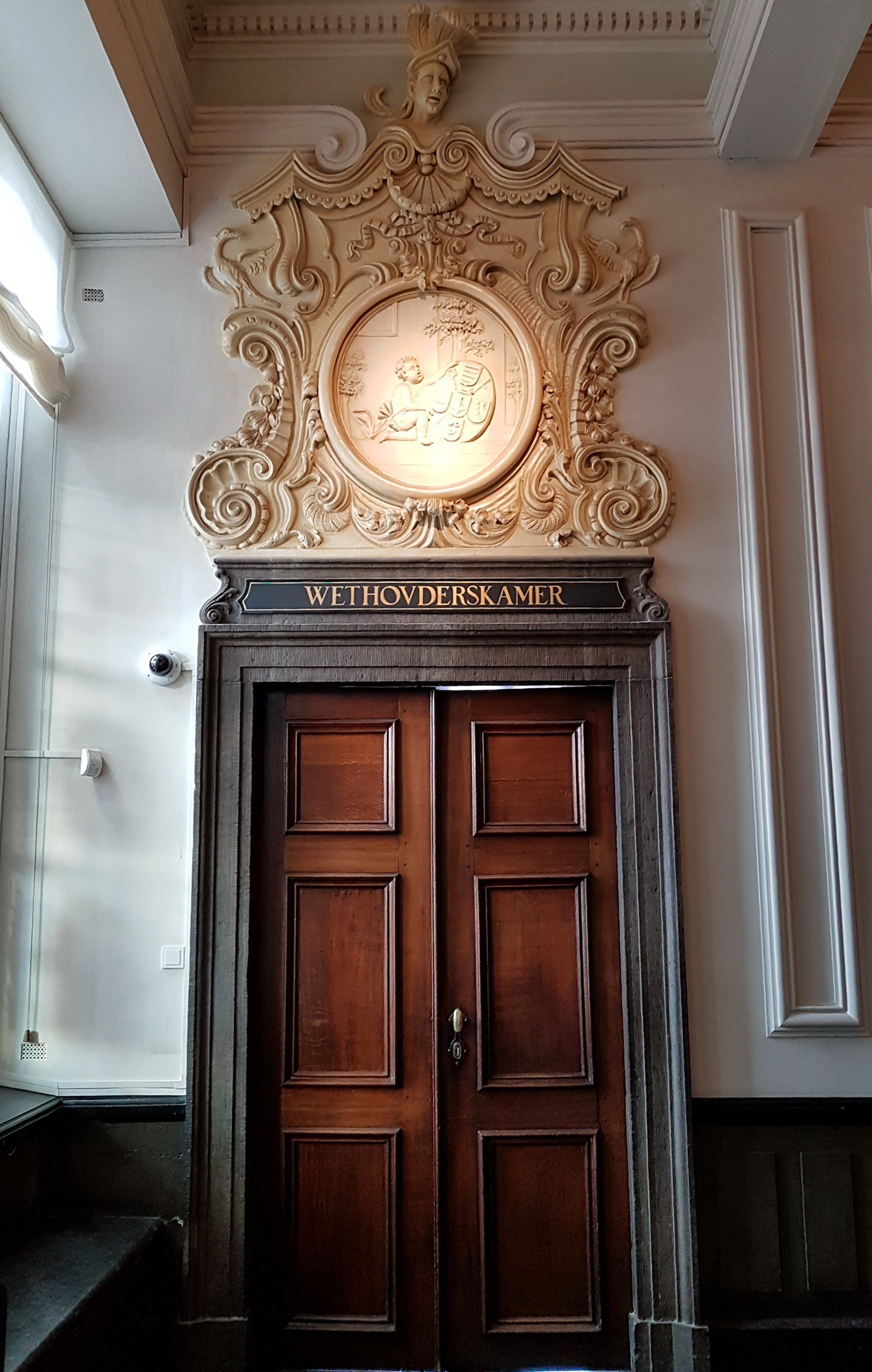
Supraporte wethouderskamer Luikse zijde
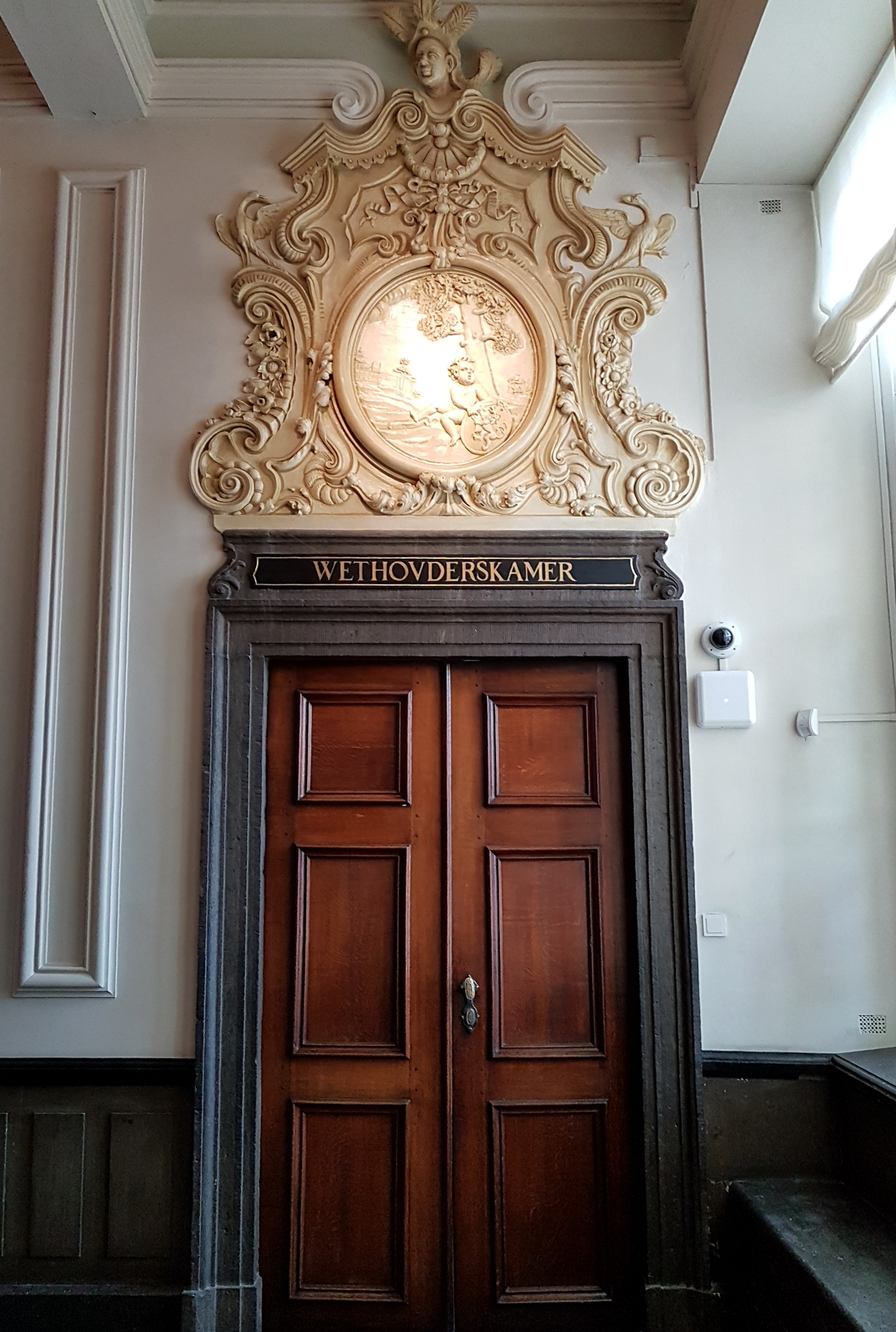
Supraporte wethouderskamer Brabantse zijde

### Prinsenkamer

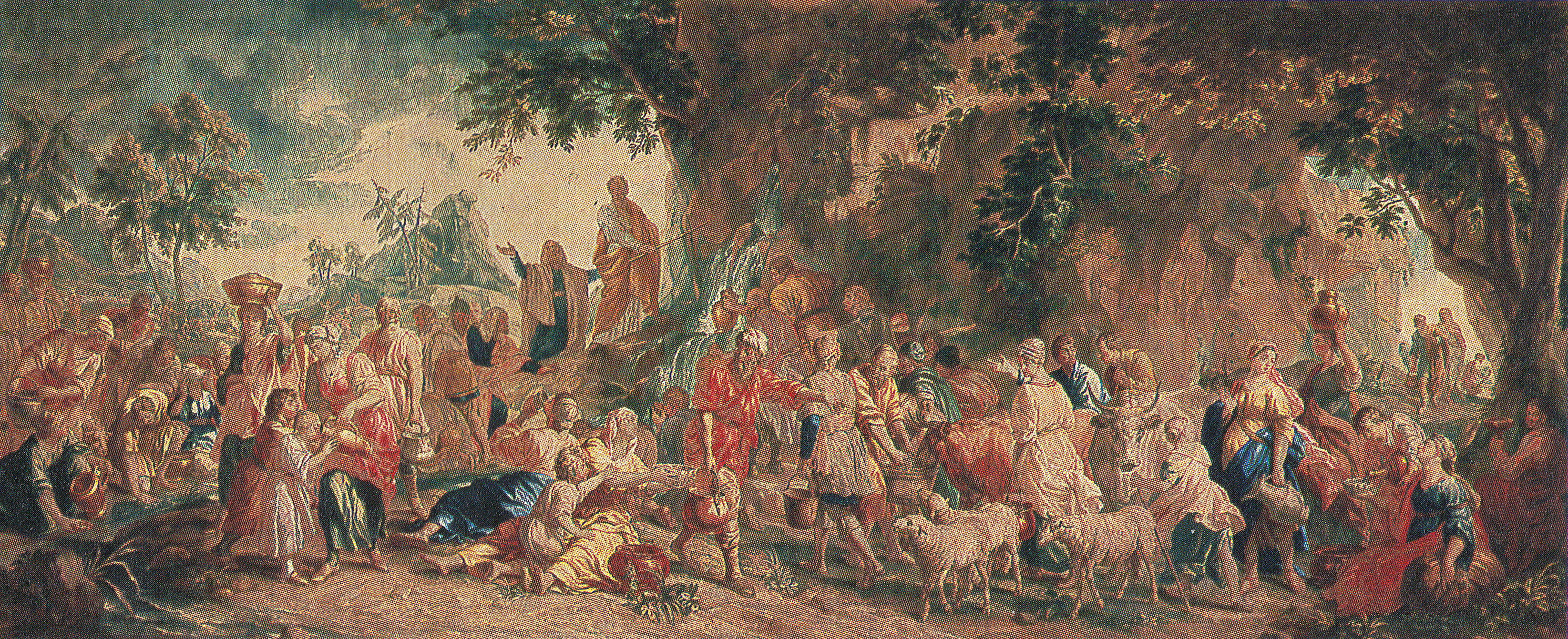
Tapijt Mozes slaat water uit de rots uit 1737

In de prinsenkamer zetelden de commissarissen-deciseurs, afgezanten van de prins-bisschop van Luik en de Staten-Generaal, die het hoogste bestuurlijke gezagsorgaan vormden en toezicht hielden op de magistraat (het stadsbestuur). De commissarissen-deciseurs bezochten Maastricht om het jaar en verbleven dan drie maanden in de stad. In de Prinsenkamer werden tevens de belangrijke gasten ontvangen (onder andere tsaar Peter de Grote in 1717). Boven de schoorsteen bevindt zich een schilderij van Theodoor van der Schuer uit 1704, De dubbele rechtspraak. Hierop zijn twee vrouwen afgebeeld, gezeten op een dubbele troon, als personificatie van de Tweeherigheid. Op de voorgrond van het schilderij is de Rechtvaardigheid te herkennen, die de Nijd vertrapt, beiden eveneens afgebeeld als vrouwelijke personificaties.
In 1737 bestelde het stadsbestuur een serie nieuwe wandtapijten voor de prinsenkamer bij de Brusselse tapijtwever Franciscus van der Borght. De verduretapijten die destijds in de prinsenkamer hingen verhuisden naar de audiëntiekamer. De nieuwe tapijten, naar ontwerp van de Brusselse schilder Jan van Orley, zijn nog steeds in de prinsenkamer aanwezig en vormen het hoogtepunt van de collectie wandtapijten in het Maastrichtse stadhuis. Deze zogenaamde Mozestapijten beelden het leven van Mozes uit zoals beschreven in de Bijbel. Zo is op het grootste tapijt (8,65 bij 3,55 meter) de voorstelling Mozes slaat water uit de rots afgebeeld. Op andere tapijten zijn De vinding van Mozes in een rieten mandje in de Nijl, Het verzamelen van het manna, De dans om het gouden kalf en De doortocht door de Rode Zee te zien. Het thema van zowel de wandtapijten als het schoorsteenstuk van Van der Schuer moest de commissarissen-deciseurs herinneren aan de ernst van hun taak als wetgevers en rechtsprekers.

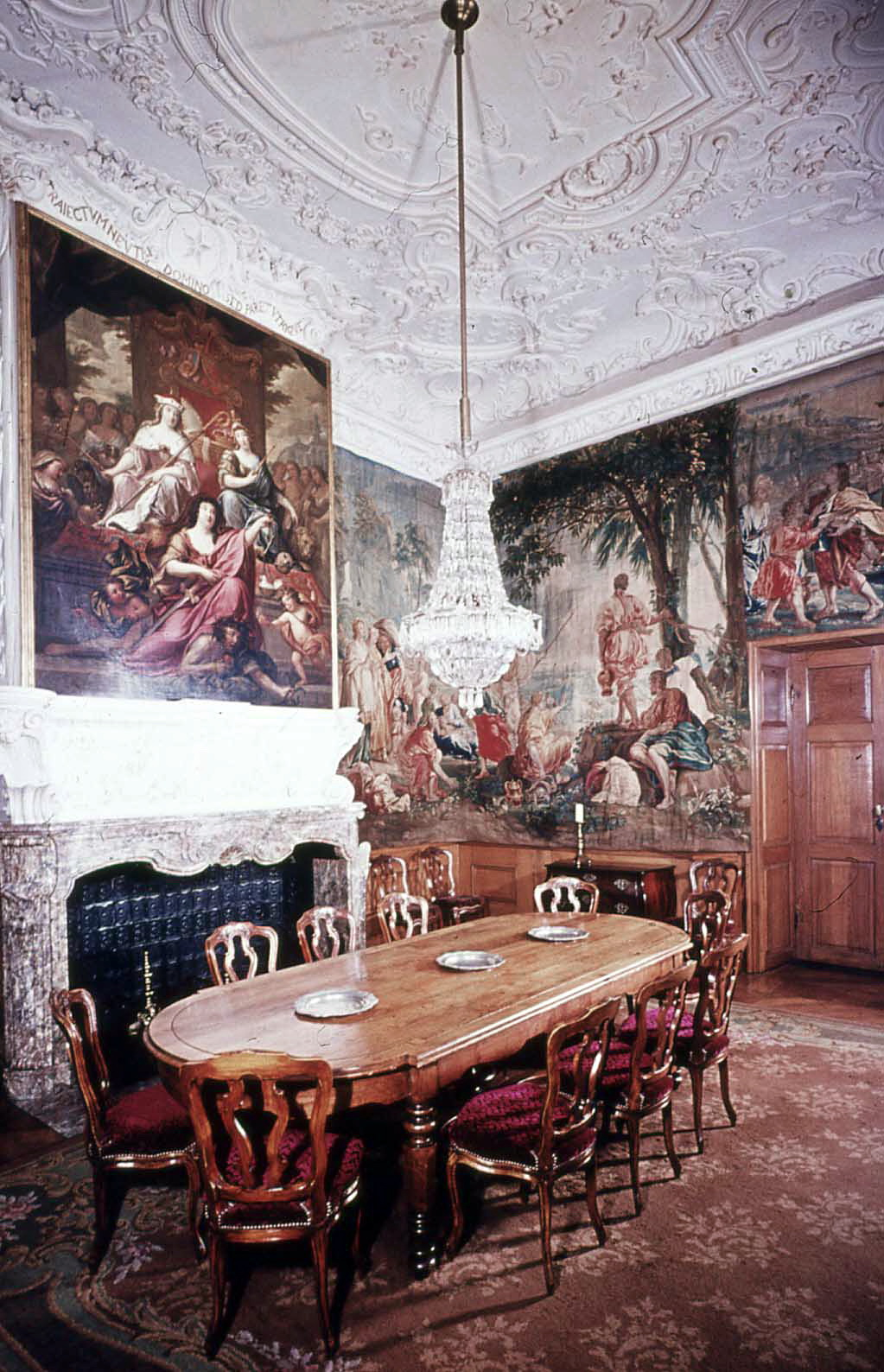
Overzicht Prinsenkamer
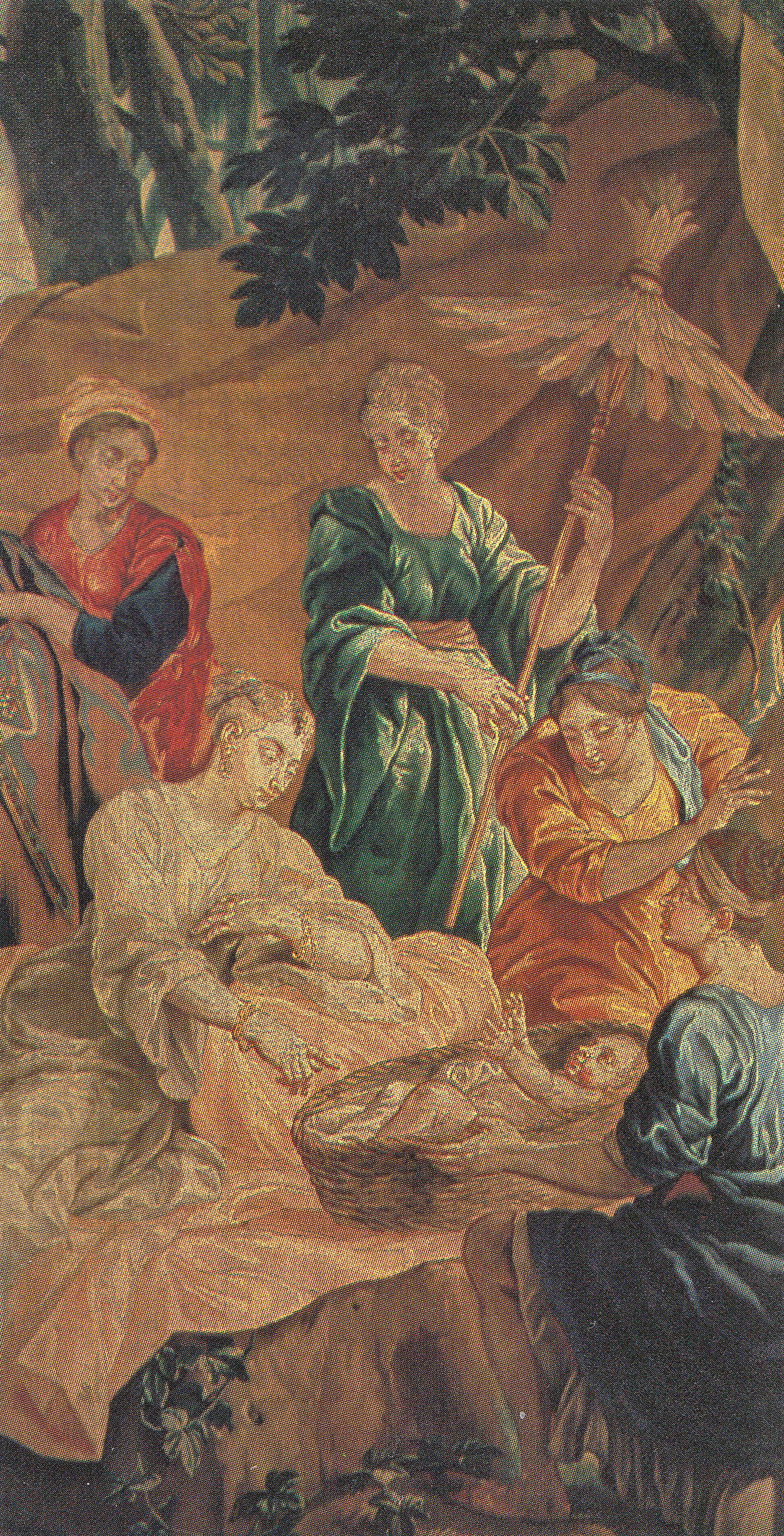
Vinding van Mozes in de Nijl
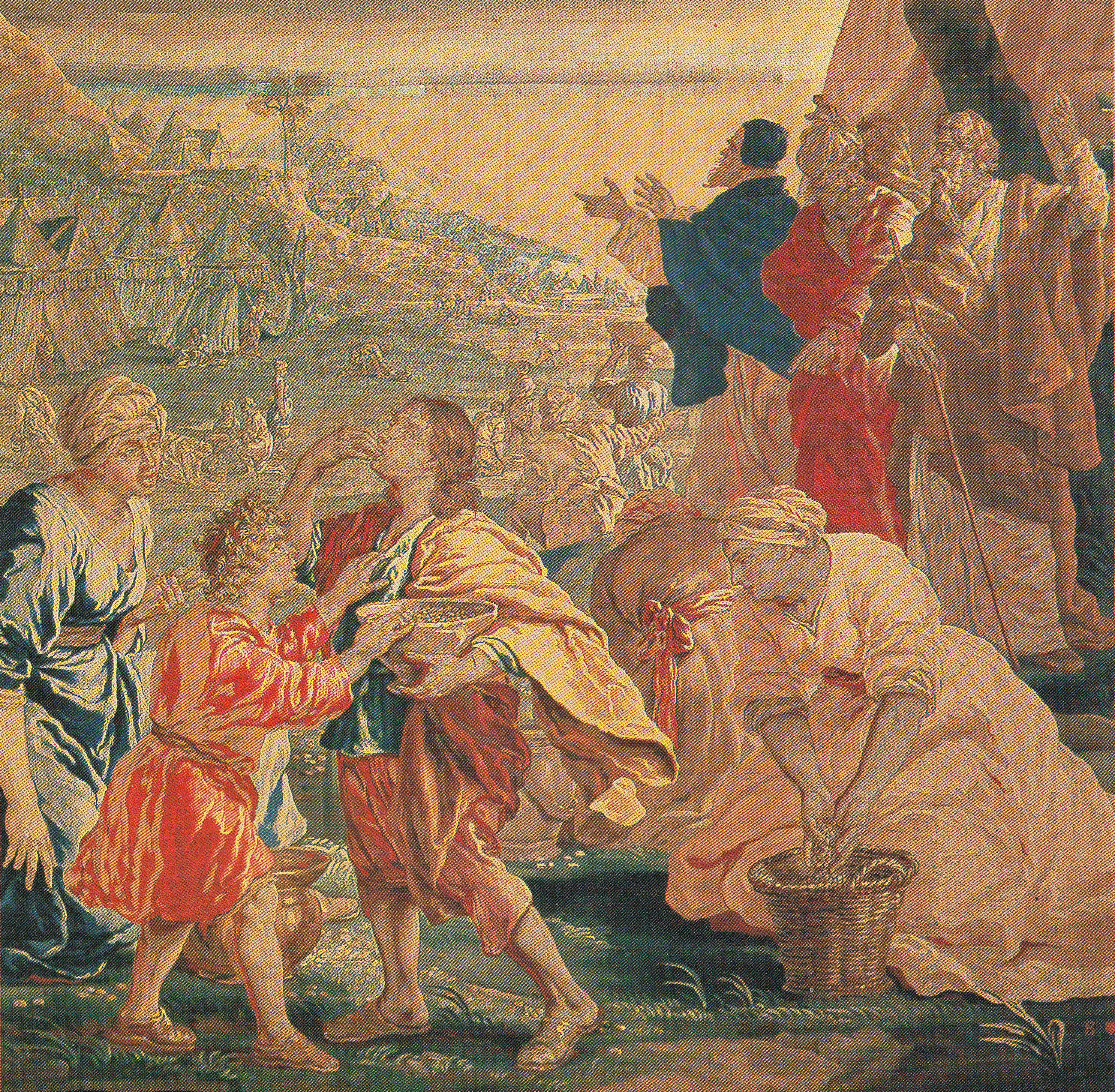
Verzamelen van manna
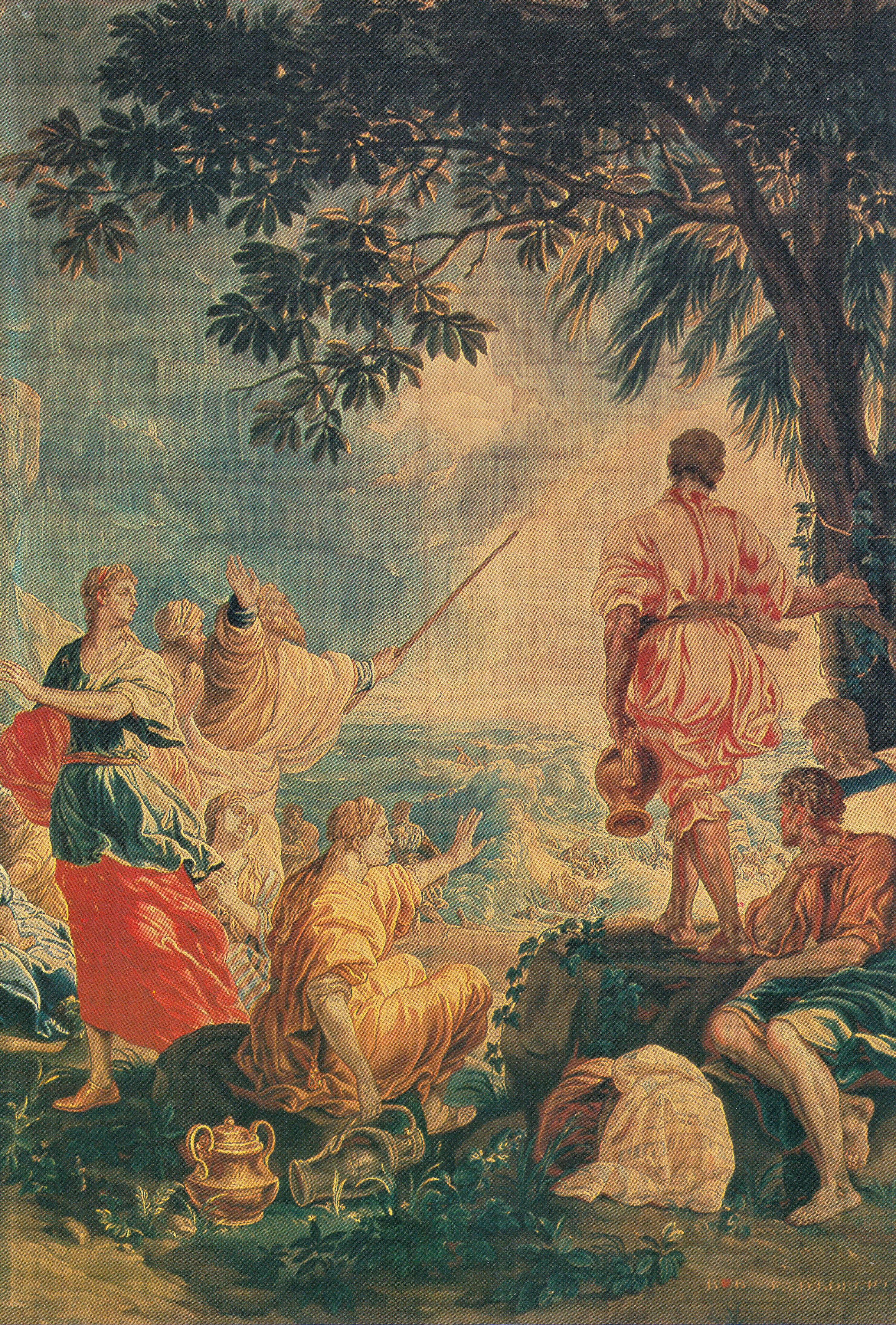
Doortocht door de Rode Zee

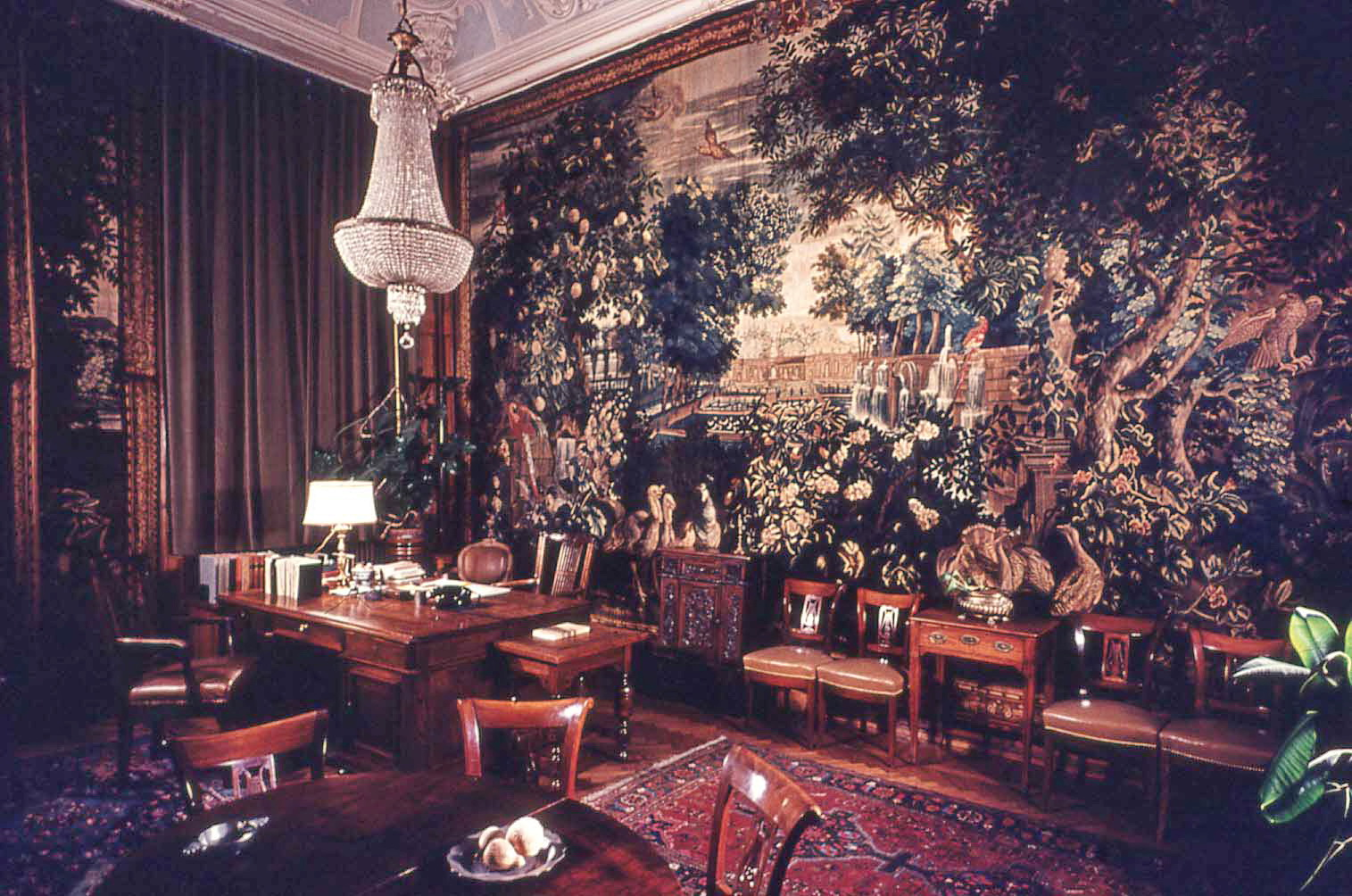
De secretariskamer (ca. 1980)

### Secretariskamer

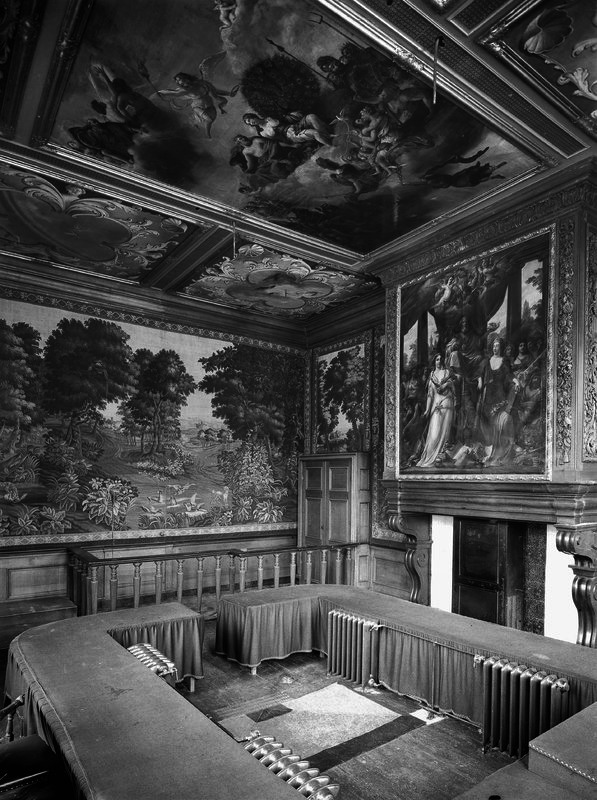
Collegekamer (1915)

De wandtapijten in de secretariskamer (eertijds: audiëntiekamer) zijn in 1705 geleverd door de Antwerpse firma Naulaerts. De tapijten werden in Oudenaarde, Antwerpen of Brussel geweven. Het betreft zogenaamde verdures, tapijten met voorstellingen van Italiaanse tuinen met vogels en dieren, waarop het groen overheerst. In de boord van de tapijten is de Maastrichtse stadsster en het jaartal 1705 ingeweven. De verdures waren oorspronkelijk bestemd voor de prinsenkamer, maar verhuisden na de komst van de Mozestapijten naar het tegenoverliggende vertrek. Het tapijt met de voorstelling van een vos die een eend vangt moest daartoe in drieën worden gesneden, om boven de deur en onder de ramen ingepast te worden. Bij de restauratie van 1945-1961 werden de drie stukken opnieuw aan elkaar geweven.
Het stucwerk van het plafond (in bas-reliëf) en de schoorsteen (in haut-reliëf) is ook hier van Tomaso Vasalli.

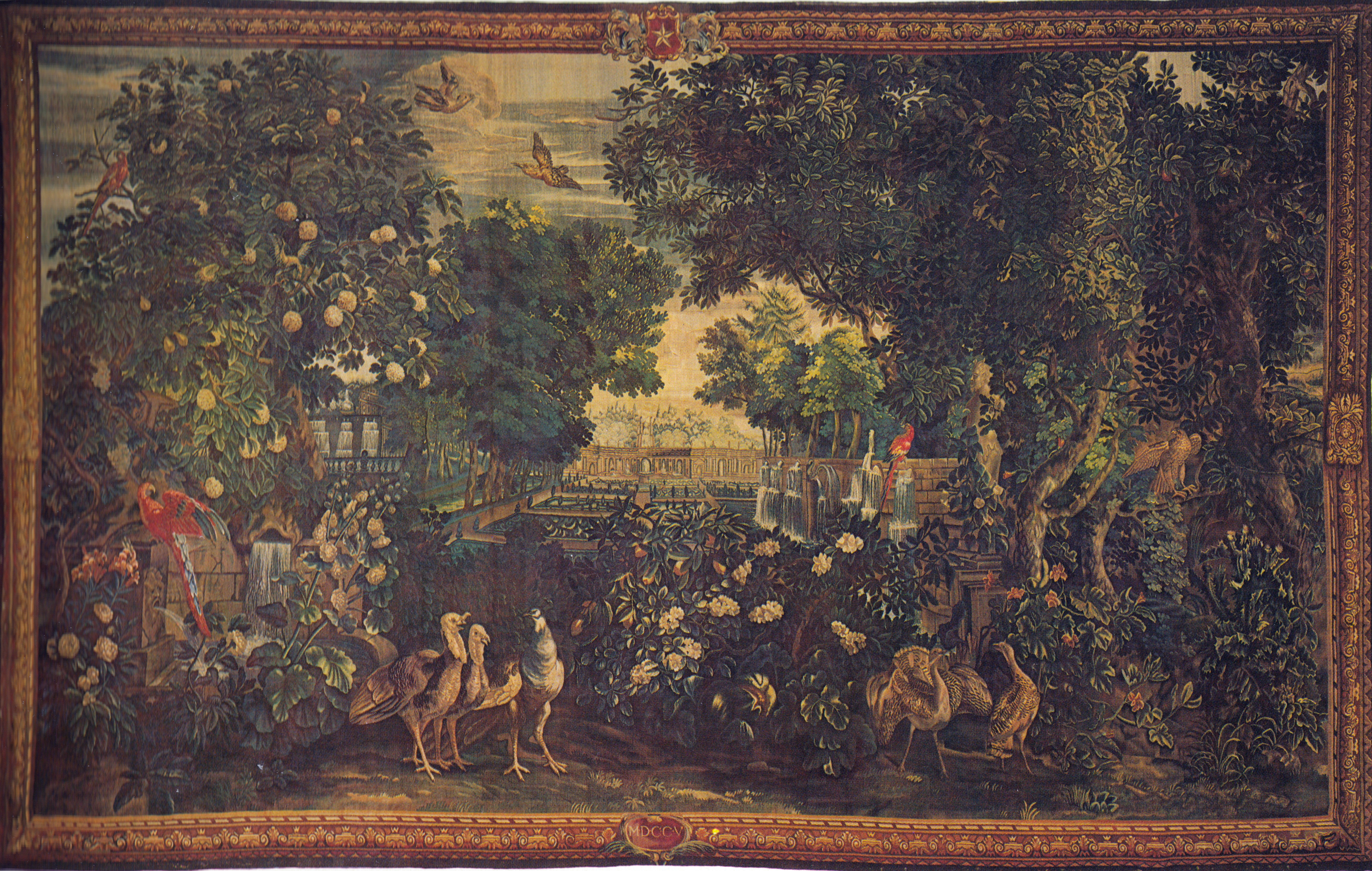
Verdure met vogels (grootste)
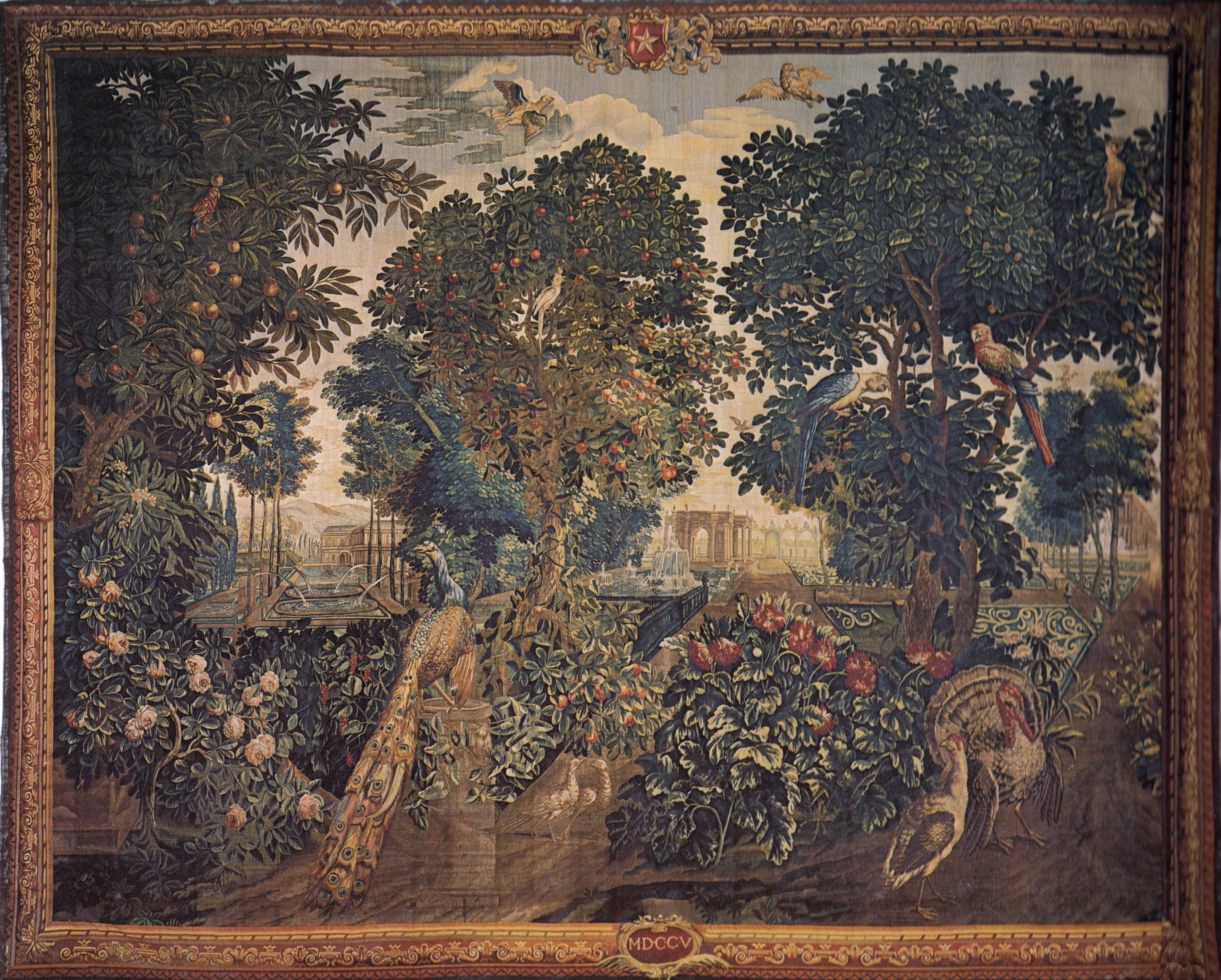
Verdure met vogels en pauw
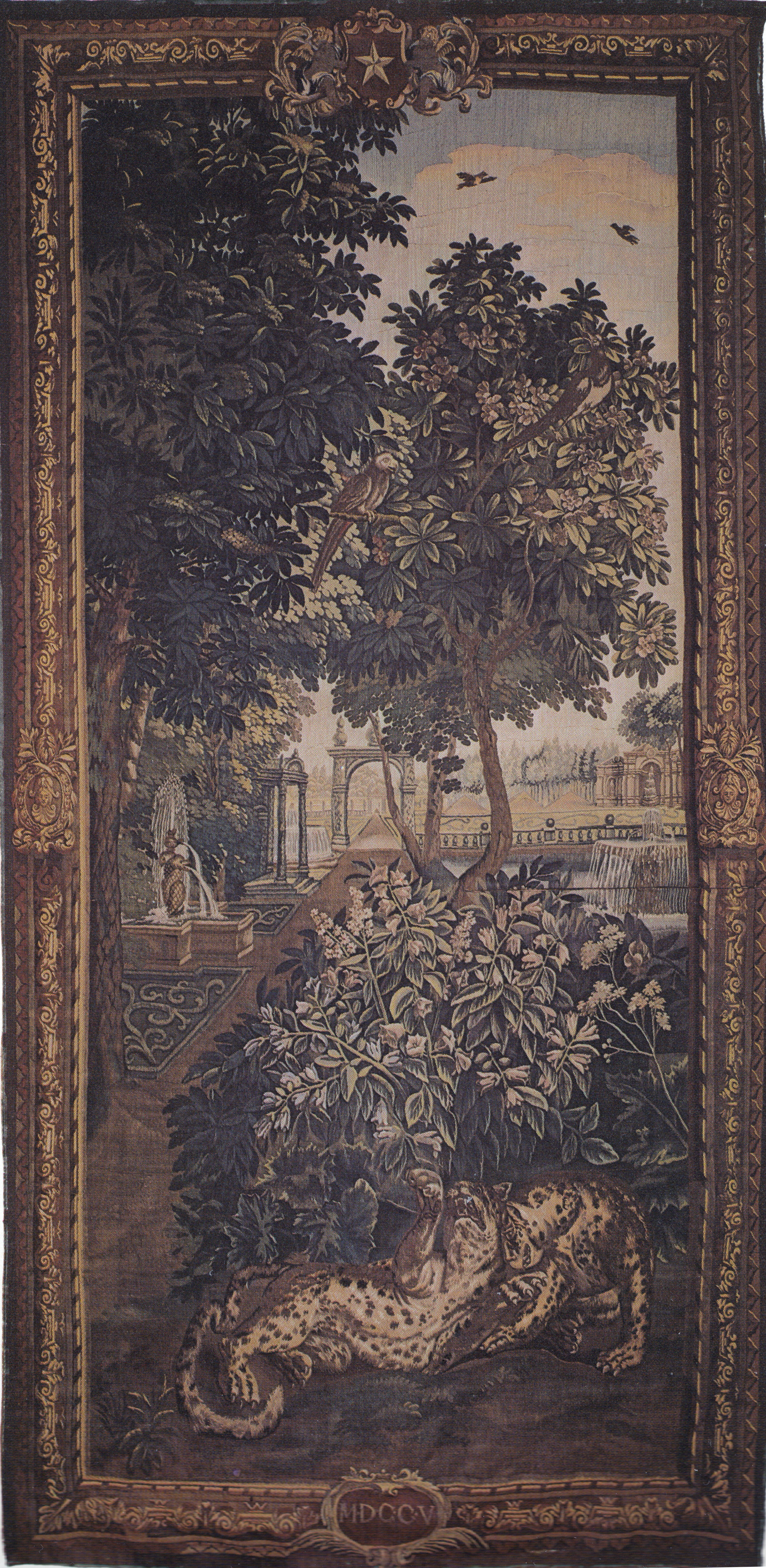
Verdure met twee panters
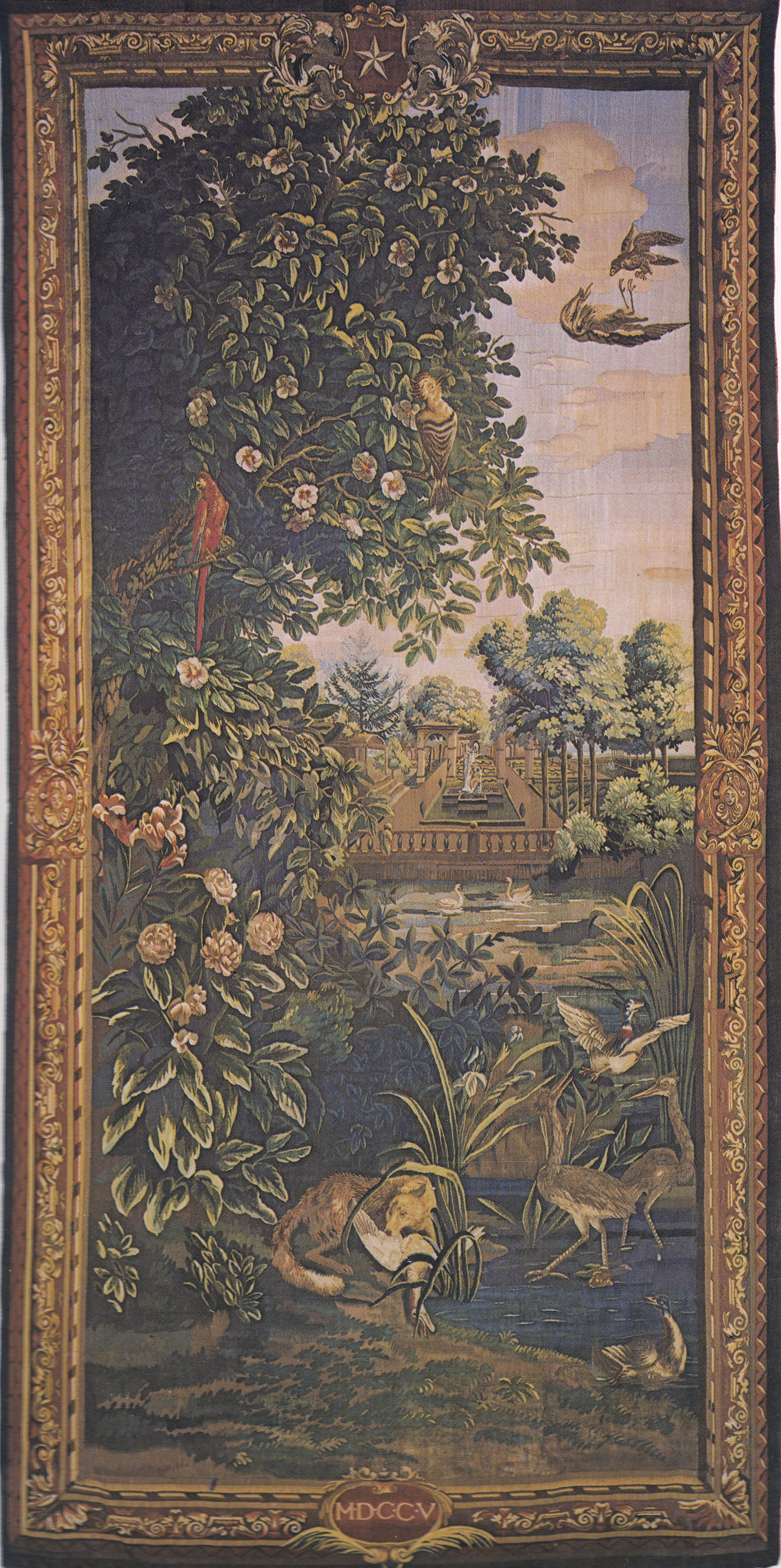
Verdure met vos en eend

### Collegekamer

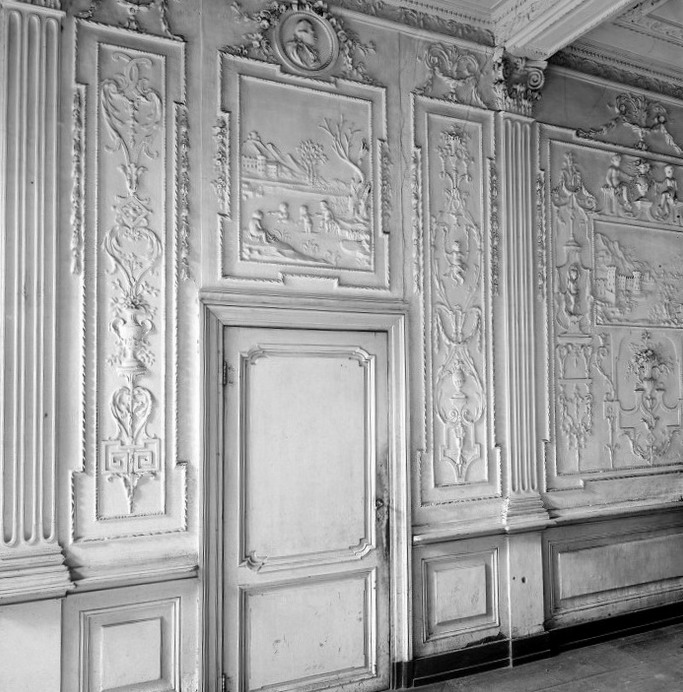
Stucwerk Capucijnenstraat 114, thans in de Gaginikamer

Een tweede serie verduretapijten werd in 1736 besteld bij de werkplaats van François Guillaume van Verren in Oudenaarde. Deze tapijten werden op maat geweven voor de collegekamer (eertijds: raadskamer), een vertrek met destijds een belangrijke representatieve en ceremoniële functie. De kamer kreeg tevens een nieuwe eikenhouten lambrisering en een nieuwe meubilering. De tapijten stellen parklandschappen voor met pauwen, eekhoorns, exotische vogels en andere dieren, afgezet met een smalle boord. Eén tapijt is gebaseerd op het schilderij Pan en Syrinx van Peter Paul Rubens. Een ander tapijt is gebaseerd op een schilderij van David Teniers II. Twee tapijten zijn ingesneden ten behoeve van deuren naar aangrenzende vertrekken. Over het geheel gezien is deze tweede serie verdures van mindere kwaliteit dan de eerste.
Oorspronkelijk had de collegekamer een plafondbeschildering van Jean-Baptiste Coclers, maar deze was in de loop der tijd door lekkages dusdanig beschadigd, dat ze in 1965 werd vervangen door een moderne plafondschildering van Charles Eyck. Ook in deze kamer is een schoorsteenstuk aanwezig van Theodoor van der Schuer met als onderwerp de dubbele jurisdictie. In het vertrek staat een staande klok uit 1712 in Lodewijk XIV-stijl, gemaakt door François De Beefe uit Luik/Maastricht.

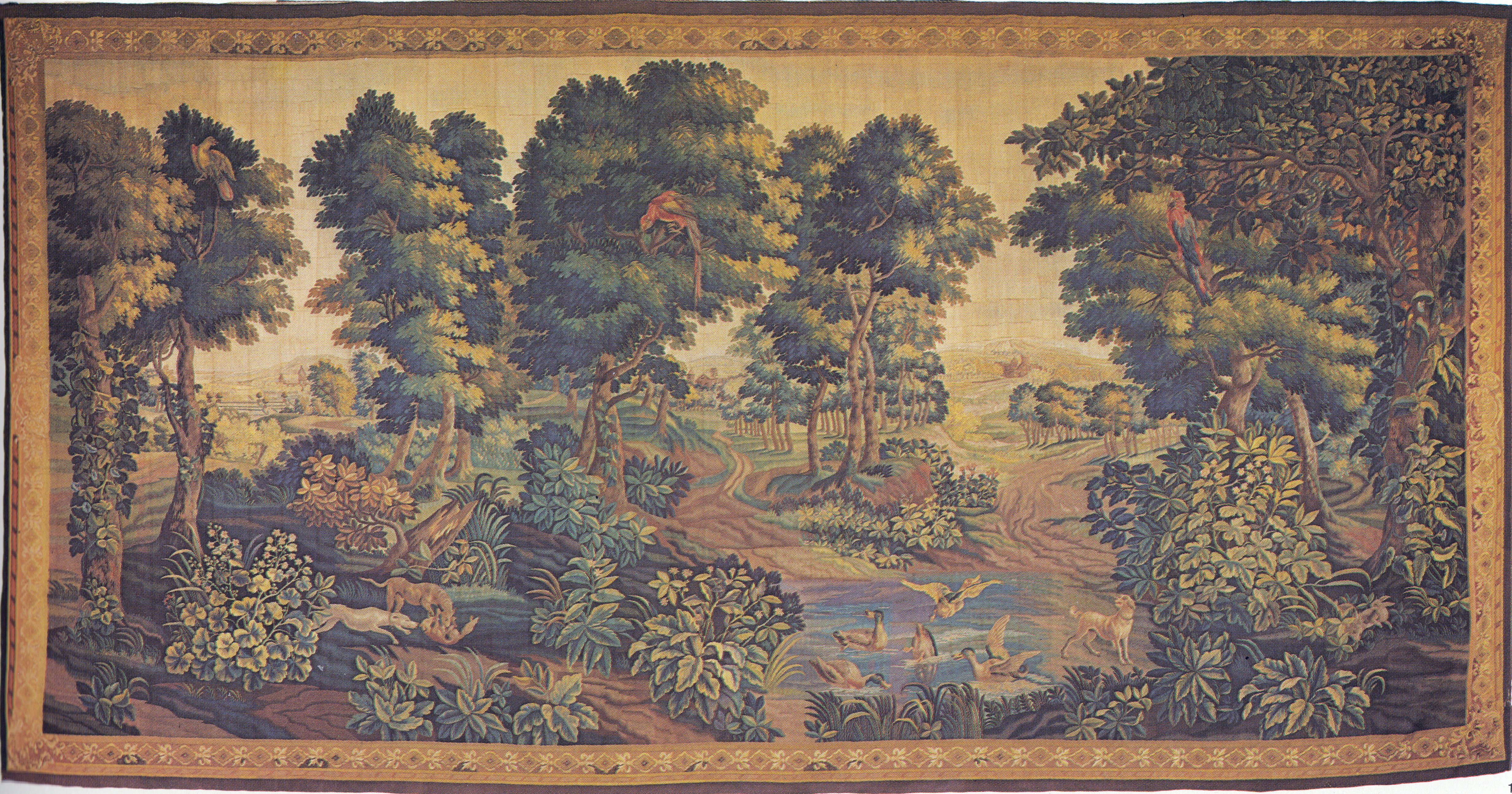
Verdure met vogels en dieren
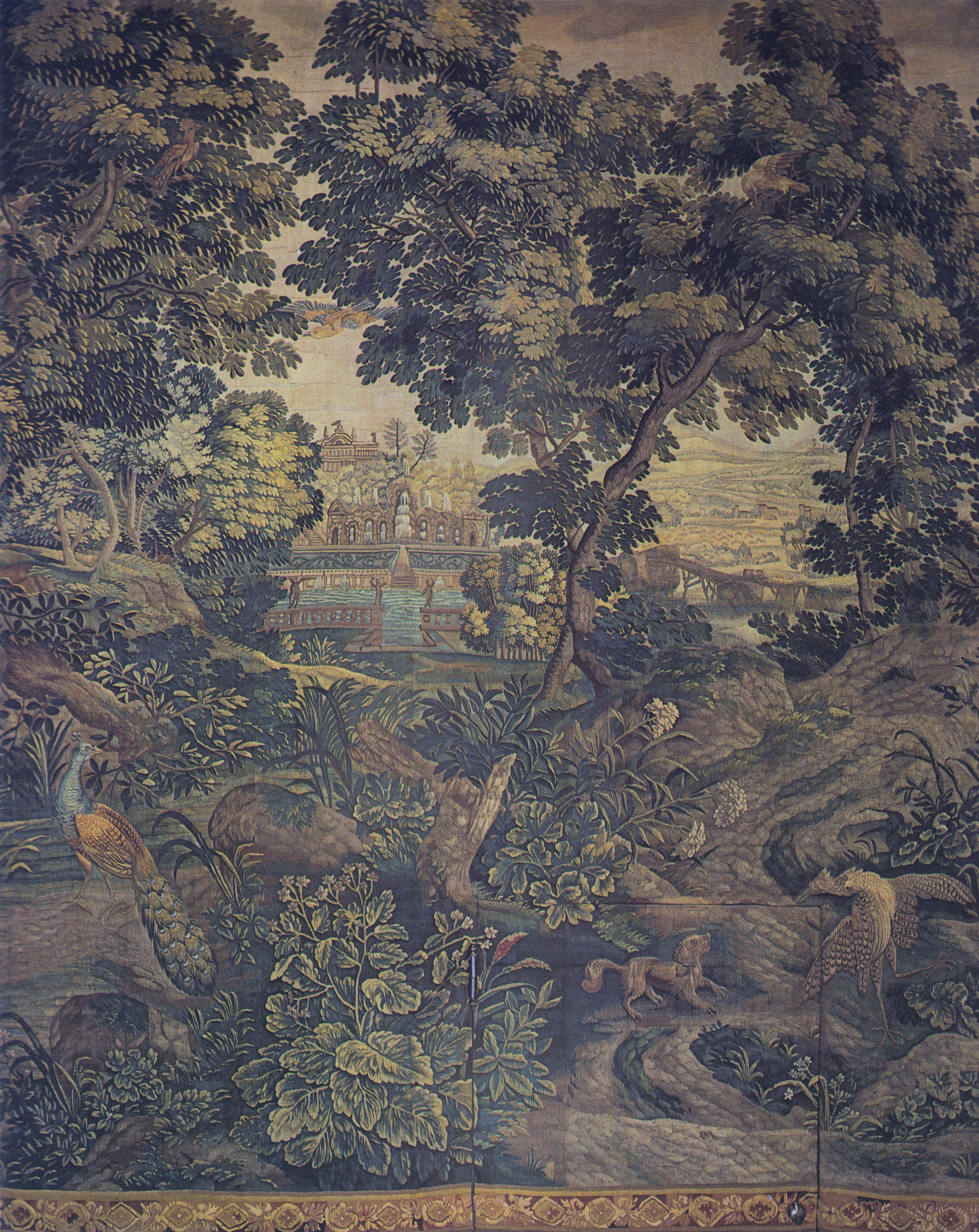
Verdure met pauw en hond
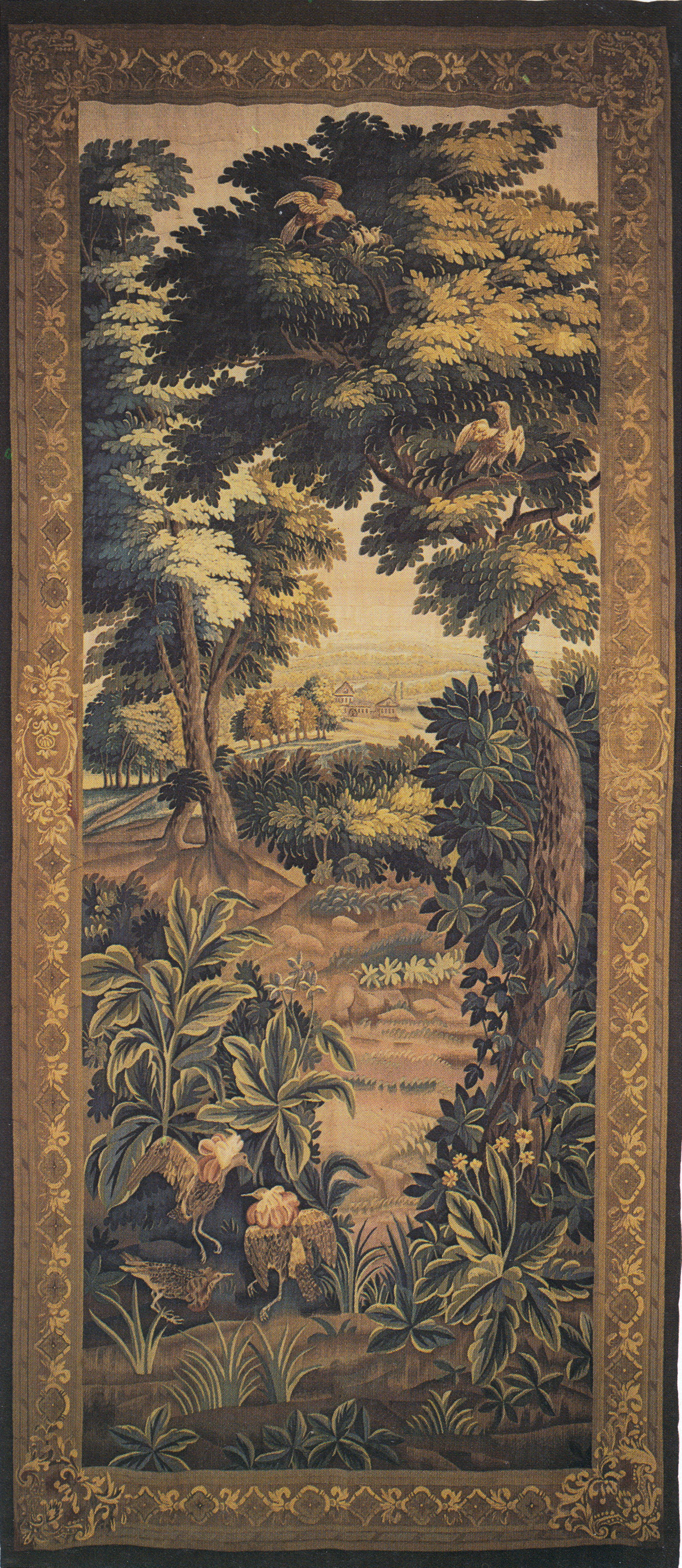
Verdure met vogels en vergezicht
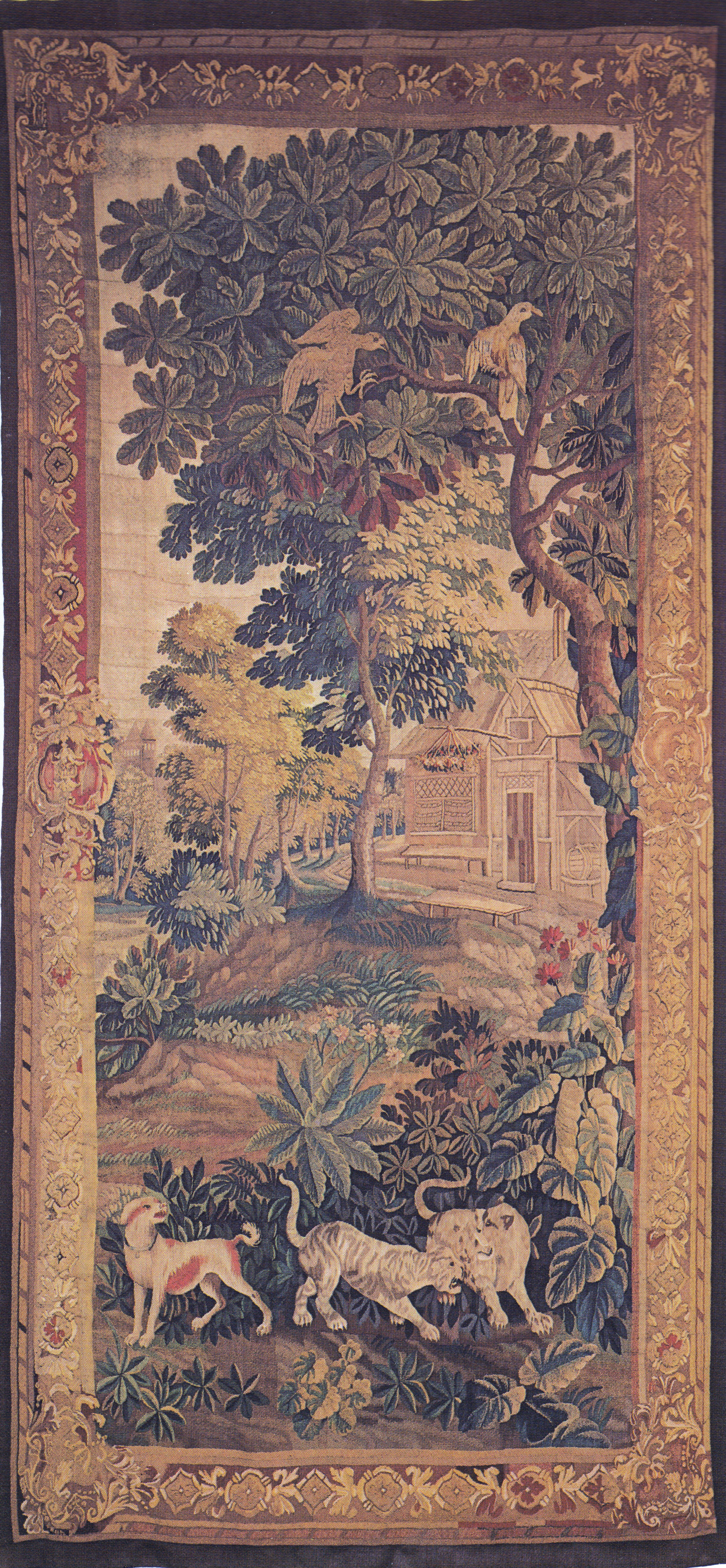
Verdure (naar Teniers)

### Gaginikamer
De Gaginikamer van het stadhuis is bekend vanwege haar bijzondere stucdecoraties van de Zwitsers-Italiaanse stucwerker Petrus Nicolaas Gagini. Gagini vervaardigde deze in 1789 voor een salon van een herenhuis in de Capucijnenstraat. Na de sloop van het huis in 1922, werden de stucreliëfs overgebracht naar het stadhuis en daar geplaatst in de kleine wethouderskamer aan Brabantse zijde, waarvan de originele decoratie bij het bombardement van 1793 verloren was gegaan. Doordat deze kamer andere afmetingen had dan de salon in de Capucijnenstraat, konden niet alle onderdelen worden geplaatst en moest de ordening van de diverse panelen enigszins worden aangepast. Bij Gagini's stucwerk staan, in tegenstelling tot dat van Vasalli, niet de plafond- maar de wanddecoraties centraal. De schouw toont de personificatie van de Caritas (liefdadigheid). Op de wandpanelen zijn berglandschappen met meertjes te zien, omgeven door blad- en bloemguirlandes, bloemenvazen en -manden, vogels, putti en mythologische figuren, zoals Diana, Venus en Amor.

## Collectie kunst, kunstnijverheid en oudheden
Het stadhuis van Maastricht herbergt een groot aantal kunstschatten (waarvan een aantal hierboven reeds genoemd) en oudheidkundige voorwerpen:
- Twee Catalaanse panelen van Domingo Valls (begin 15e eeuw)
- Portret van Pieter Post door Thomas de Keyser (ca. 1660)
- Portret van Franciscus Romanus door anonieme Franse schilder (eind 17e eeuw)
- Diverse plafondschilderingen en drie schoorsteenstukken van Theodoor van der Schuer (1667-71, 1704, 1705)
- Twee schoorsteenstukken van Edmond Plumier (1714, 1720)
- Zelfportret Jean-Baptiste Coclers (1732)
- Diverse burgemeestersportretten door onder andere Jacobus Josephus Eeckhout, Henri Goovaerts, Guillaume Eberhard en Harry Koolen (19e, 20e eeuw; sommige kopieën van oudere schilderijen)
- Plafondschildering Charles Eyck (1965)
- Houten beeld Madonna met Kind (Rijnlands, 15e eeuw)
- Portretbuste van Napoleon Bonaparte door Antoine-Denis Chaudet (serieproduct Sèvres, ca. 1805)
- Portretbuste van koning Willem I door L. Doresse (1830)
- Twee bronzen portretbustes van de generaals Hubert J.J.L. de Stuers (1788-1861) en François V.H.A. de Stuers (1792-1881), door de beeldhouwer-diplomaat Alphonse de Stuers (vermoedelijk uit 1902)
- Bronzen portretbuste van Nobelprijswinnaar Peter Debye (1884-1966) door Charles Vos (1939)[11]
- Stucwerkdecoraties van Tomaso Vasalli en Petrus Nicolaas Gagini (18e eeuw)
- Antieke Vlaamse en Noord-Franse wandtapijten (één tapijt uit de 16e eeuw; drie series tapijten uit begin 18e eeuw)
- Antieke meubels en klokken (16e-19e eeuw)
- Aard- en hemelglobe van Leonard en Gerard Valck (18e eeuw)
- Diverse siervoorwerpen van Maastrichts zilver of kristalglas
- Messing doopschotel met ingegraveerde reliëfs (Frans, 16e eeuw)
- Achttien tinnen stadskannen (ca. 1700)
- Twaalf burgemeesterszwaarden (18e eeuw)
- Hellebaard en beulszwaard (17e eeuw)
- Brandmerkijzers, hand- en voetboeien, duimschroeven
- Brandemmer (18e eeuw)
- Muntstempels noodmunten (1794)
- Ambachtspenningen (18e eeuw)

Enkele siervoorwerpen zijn uitgeleend aan het Bonnefantenmuseum en het Museum aan het Vrijthof. Een deel van de oudheidkundige collectie is ondergebracht in het Limburgs Museum in Venlo.

## Wetenswaardigheden
- Het stadhuis werd gebouwd van 1659-1664, maar de eerste terechtstelling had al in 1661 plaats op een schavot vóór het nog onvoltooide gebouw. Ene Fastre, die te Wezet een moord had begaan, werd er op 13 april 1661 onthoofd.[12]
- In februari 1791 bekostigden de Luikse ingezetenen van Maastricht, samen met vluchtelingen uit Luik, een feestelijke illuminatie van het stadhuis ter verwelkoming van de Luikse prins-bisschop en ter viering van het feit dat de Luikse Revolutie eerder dat jaar was mislukt. De Staatse magistraat en de militaire gouverneur ergerden zich aan het feestvertoon en gelastten de feestelijkheden af.[13]
- Van 1796 tot 1798 werd het stadhuis gebruikt als Tempel van de Rede, mede vanwege het feit dat het gebouw min of meer in de vorm van een tempel was gebouwd. In de hal stond het beeld van de Godin van de Vrijheid.[13]
- Op 23 en 24 maart 1981 vond in de met kogelbestendig glas beveiligde raadzaal van het stadhuis de Eurotop plaats (met onder andere Dries van Agt, Helmut Schmidt, Valéry Giscard d'Estaing en Margaret Thatcher). Op de tweede dag werd in het stadhuis en het stadskantoor een met salmonella besmette huzarensalade geserveerd, waardoor ongeveer 700 mensen, voornamelijk buitenlandse journalisten, ziek werden.[14]
- Op zaterdag voor carnaval vindt in de hal van het stadhuis de sleuteloverdracht plaats, waarbij de burgemeester van Maastricht symbolisch de sleutels van de stad overhandigt aan Prins Carnaval. Traditioneel zijn daarbij Haagse bewindvoerders aanwezig. Met name burgemeester Philip Houben (1985-2002) wist van de sleuteloverdracht een hilarische happening te maken.[15]
- Het Maastrichtse architectuurcentrum TOPOS publiceerde in 2020 een boek waarin 140 mensen vertellen wat hun favoriete gebouw in Maastricht of omgeving is. De oud-politicus, journalist en hoogleraar Joop van den Berg koos het stadhuis, vanwege het feit dat het zo'n Hollands gebouw is op de Belgisch aandoende Markt, net als hijzelf, geboren in Maastricht, maar met Fries-Hollandse ouders. Daarnaast herinnert het gebouw hem aan zijn voormalige werkplek, de vergaderzaal van de Eerste Kamer, eveneens van Pieter Post.[16]